# Kínai költészet

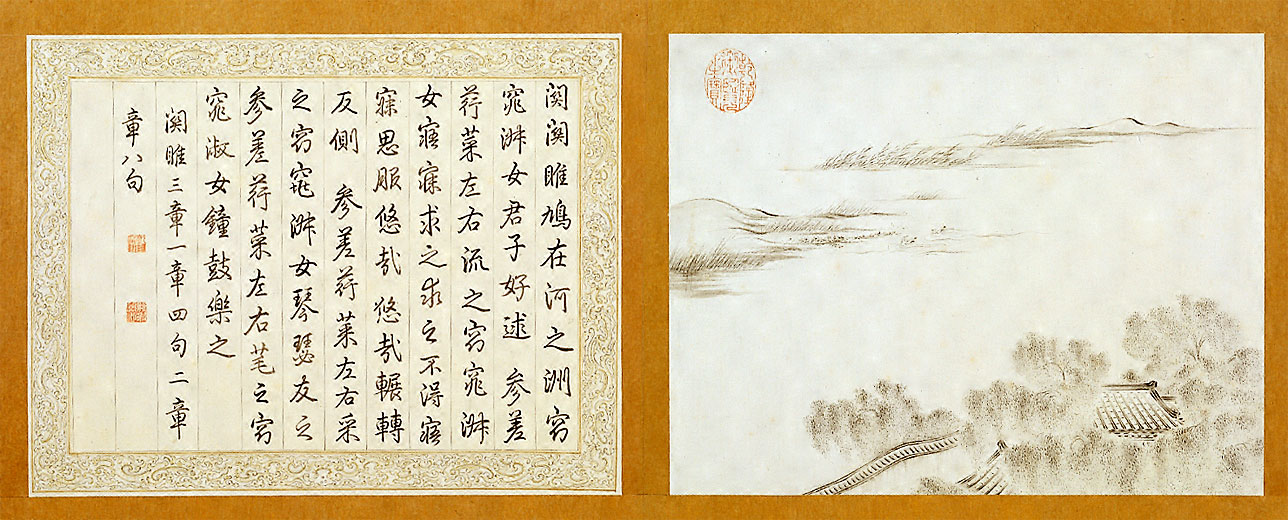
A Dalok könyvének első verse Csien-lung kínai császár (Qianlong) kézírásában, festménnyel illusztrálva.

A kínai költészet (pinjin hangsúlyjelekkel: Zhōngguó shīgē; magyar népszerű átírás: Csung-kuo si-ko; hagyományos kínai: 中國詩歌; egyszerűsített kínai: 中国诗歌) gyökerei az i. e. 10. századra nyúlnak vissza, ahonnan az első kínai versgyűjtemény a Dalok könyve legrégebbi darabjai származnak. A Konfuciusznak tulajdonított válogatás 306 verse több évezreden át meghatározta a kínai költészetet. Ez azonban nem eredményezte a kínai líra mozdulatlanságát és fejlődésképtelenségét. Jól lehet, egészen a 20. század elejéig az úgy nevezett ven-jen (wenyan) (文言), vagyis a klasszikus kínai nyelv irodalmi, hivatalos változatán szólaltak meg a költeményeket, ám alkotóik számos, csak Kínára jellemző műfajt hoztak létre. A kínai nyelv sajátos tulajdonságait (monoszillabikusság, tonalitás) kihasználva különböző kötött szótagszámú, hangsúlyszerkezetű és rímképletű formák jöttek létre. A költészet mindig is előkelő, megbecsült szerepet töltött be a kínai kultúrában. A versek ismerete, sőt maga a költészet, a versfaragás része volt a hivatalnokvizsgáknak is. Ezt elősegítendő, időről-időre úgy nevezett rímszótárakat is összeállítottak.
A kínai líra aranykora a Tang-kor (618–907) volt, amely időszakból mintegy 2 300 költő több, mint 50 ezer verse maradt fent. E korszak nagy költői, a nyugaton is ismert és népszerű Li Paj (Li Bai) (701–762), Tu Fu (Du Fu) (712–770) és Po Csü-ji (Bai Juyi) (772–846). A kínai költészet mélypontja, a mongol Jüan (Yuan)-dinasztia (1271–1368) idejére tehető, amikor azonban a drámairodalom indult fejlődésnek. Ekkortól kezdve azonban a költészet a következő dinasztiák idején sem tudott jelentős mértékben megújulni. Változást csak a 20. század eleje hozott, amikor megjelentek a kötött klasszikus nyelv helyett a beszélt nyelvhez közelítő paj-hu (baihua) (白話/白话) nyelvű költemények, és a nyugati költészet is nagy mértékben éreztette a hatását. A 20. század során számos mozgalom, és költői csoportosulás kísérleteinek eredményeképpen a kínai líra egyre újabb formákkal, kifejezésmódokkal és tematikákkal bővült. Ma éppúgy jelen vannak az underground, avantgárd és posztmodern költészet képviselői, mint a klasszikus formákhoz ragaszkodó költők. A kínai költészetben pedig egyre nagyobb szerepet kapnak, egyre jelentősebb hatást gyakorolnak a Kínai Népköztársaság határain kívül alkotó kínai költők.

## Ókori költészet

### Dalok könyve
Az első nagy kínai líragyűjtemény a Dalok könyve, amely igen hamar a konfucianizmus egyik szent könyvévé vált. A hagyomány szerint maga Konfuciusz állította össze. A ma ismert formája az i. e. 2. századból származik, de a versek jó része bizonyíthatóan az i. e. 10–6. században keletkezhetett. A 305 versnek egy része népdal, másik része népi tárgyú műdal, dicsőítő ének, himnusz, óda, elégia stb. Valamennyit szertartások alkalmával adták elő, többnyire kórus énekelhette őket a táncok kíséreteként. A hagyományos felosztás szerint a Dalok könyve versei négy csoportba oszthatók:
1. A fejedelemségek dalai (Kuo feng (Guo feng) 國風/国风);
2. Kis ünnepi énekek (Hsziao ya (Xiao ya) 小雅);
3. Nagy ünnepi énekek (Ta ja (Da ya) 大雅);
4. Himnuszok (Szung (Song) 頌/颂).

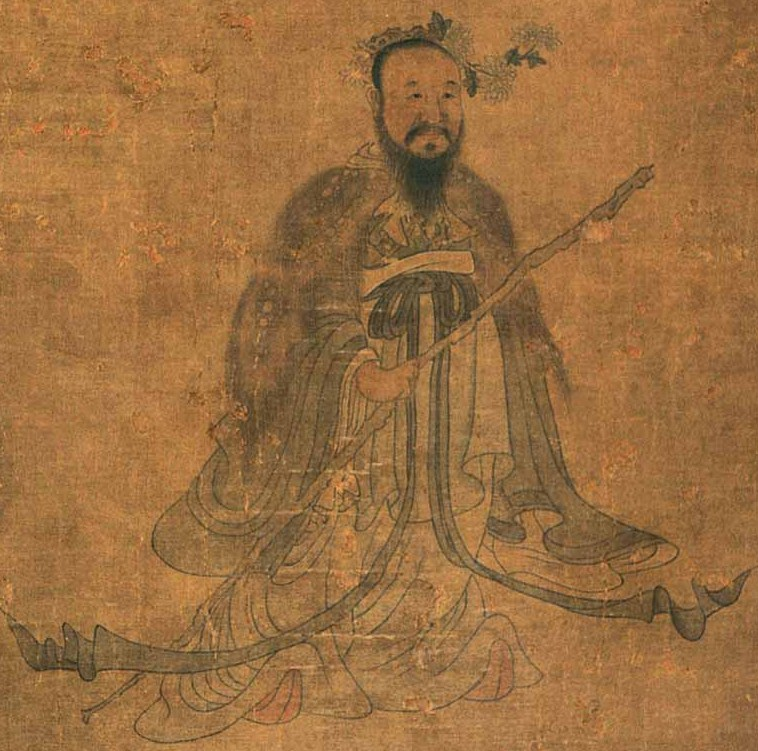
Csü Jüan (Qu Yuan) portréja egy 17. századi festményen

A Dalok könyvének versei csaknem kizárólag négyszótagos sorokban íródtak, alighanem a táncmozdulatok szabályossága miatt. Ez a versforma a si (shi) (詩/诗).

### Csu elégiái
A személyes hangvételű líra csak a Csou (Zhou)-kor végén jelenik meg. Első legnagyobb képviselője, és egyben a kínai költészet és az egész kínai irodalom legnagyobb költője Csü Jüan (Qu Yuan) (i. e. 340 – i. e. 278). Művei a Han-korban összeállított Csu (Chu) elégiái című gyűjteményben maradtak fenn. A Kilenc dal című ciklus tizenegy darabja egy-egy Csu (Chu) népköltészetből kölcsönzött sámánéneken alapszik, amelyekkel eredetileg isteneket, istennőket idéztek meg a varázslók. Csü Jüan (Qu Yuan) fő műve a Száműzetés című monumentális költemény. Egyéb művei közül meg kell még említeni az Égi kérdések című filozófiai költeményt, amelynek minden sora egy-egy válasz nélkül hagyott kérdés a világegyetem, a mitológia és a legendás történelmi korszakok köréből. Valószínűleg egyik tanítványa, Szung Jü (Song Yu) írta, bár Csü Jüan (Qu Yuan)nak tulajdonítják A lélek idézése (Csao hun (Zhao hun) 招魂) című költeményt, amely a varázsló énekek modorában egy mesés tájakon bolyongó lelket idéz vissza a földre. Csü Jüan (Qu Yuan) költészete zömében hétszótagos sorokból építkező, dalszerű versformából áll. Verselésével egy új, szabadabb ritmusú verselést teremtett, amely később a fu (賦) nevet kapta, s a kínai költészet egyik legfontosabb versformájává lett. Későbbi, még kötetlenebb formáját a kínai hagyomány már csak ritmikus prózának tekinti.

## Han-kori költészet

### Kezdeti hanyatlás
A korszak korai lírájának terén hanyatlás tapasztalható, amennyiben azt Csü Jüan (Qu Yuan) költészetéhez hasonlítják. Tőkei szerint: „iskolája és a belőle kisarjadó fu-költészet óhatatlanul elégikus leíró költészetté satnyul, amelyben Csü Jüan (Qu Yuan) súlyos tartalmakat hordozó dekorativitása öncélú költői játékká válik, fantasztikus képalkotása taoista misztikává, elégiájának harcossága pedig beletörődéssé, az eszményről lemondássá.” Mindez persze korántsem jelenti azt, hogy a fu-költészet kiüresedett volna, hiszen a Han-kor első felének elégikus szabad verseit a színpompás leírások, érdekes gondolatok, választékos és rendkívül gazdag nyelvezet jellemzi. A korszak legkiválóbb lírikusa éppen Csü Jüan (Qu Yuan) tanítványa, Szung Jü (Song Yu) (i. e. 3. század) volt, de híres fukat írt még, a filozófusként is ismert Csia Ji (Jia Yi) (賈誼; i. e. 200–169) is. A fu legünnepeltebb korabeli mestere Sze-ma Hszian-zsu (Sima Xiangru) (司馬相如/司马相如; i. e. 179–117) volt. Ekkortól kezdve a fu hosszú évszázadokig leíró költemény maradt. A Han-kor második felének kiemelkedő költői: Csang Heng (Zhang Heng) (i. sz. 78–139) és Co Sze (Zuo Si) (左思; 250–305), akik neves városok dicséretét énekelték meg, részletező és választékos leírásokban. Kortársai és az utókor is nagyra becsülte az alig több mint húsz esztendősen elhunyt Vang Jen-sou (Wang Yanshou)t (kb. 118–138), akinek ma mindössze három fu-verse ismert.

### A „Zenepalota”
A Han-korban a lírának új és kimeríthetetlen forrás nyílt a népköltészet térhódításával. A dinasztia nagy formátumú uralkodója, Vu (Wu) császár, aki maga is költő volt létrehozta a „Zenepalota” vagy „Zenei Hivatal” (Jüe-fu (Yuefu)) elnevezésű intézményt, amelynek feladata a népköltési termékek összegyűjtése, feljegyzése, valamint népies költemények írása volt. A császár ezen intézkedésével akarta megalkotni a saját korának Dalok könyvét. Az intézmény munkásságának jelentősége azonban jóval túlmutat ezen, hiszen a kínai líra egyik korszakalkotó művét a Jüe-fu (Yuefu) című versgyűjteményt hozta létre. A gyűjtemény egyes darabjai kötetlen balladák, ám még a Han-korban uralkodóvá válik a gyűjteményben található ötszótagos sorokból álló verselés. Ettől fogva a Jüe-fu (Yuefu) darabjainak modorában írt versek, a jüe-fu (yuefu)k leginkább ötszótagos sorokban íródtak, s ez a forma egészen a Tang-korig a kínai líra központi jelentőségű versformájává lett. A Tang-korban majd ezt a verselést nevezik „régi verselésnek” (ku-si (gushi) 古詩/古诗), amellyel az akkor megszülető „modern verselést” állítják szembe. Jól lehet az ötszótagos verselés első név szerint ismert költője Mej Seng (Mei Sheng) (枚乘; ? – i. e. 140) volt, a forma elterjedése csak a Han-kor végén történt meg.

### A Han-kor végének költészete

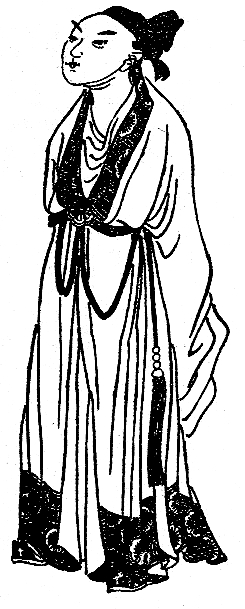
Cao Zhi (Cao Zhi) portréja

A Han-kor vége, az úgy nevezett Csien-an (Jian'an) (建安) -korszak (196–219) a kínai líra nagy fellendülését hozta meg. Ekkora tehető, hogy Cao Cao (155–220) más hadvezérekkel és főhivatalnokokkal együtt a császári hatalom megvédéséért harcolt, de a népfelkelés leverői azután fegyvereikkel egymás ellen fordultak a hatalom megszerzéséért törekedve. A küzdelem végén Cao Cao az egykori Han-dinasztia területén rendezkedhetett be, és császári pompával 204-ben Je (Ye) (鄴) városban (a mai Honan (Henan) tartományban) alapította meg fővárosát, dinasztiájának és államának pedig a Vej (Wei) (魏) nevet adta. Ekkor szakad három részre az ország. A Vej (Wei)-dinasztia mellett északnyugaton Su (Shu) (蜀), délen pedig Vu (Wu) (武) államok rendezkedtek be. Cao Cao történelmi megítélése koronként változott, legalább olyan vitatott személyiség mint az i. e. 221-ben Kínát első ízben egyesítő Csin Si Huang-ti (Qin Shi Huangdi).

#### A „három Cao”
Cao Cao véres csatái szünetében maga is bánatos költeményeket írt csiszolt, elegáns modorban. Kora legkiválóbb művészeit gyűjtötte maga köré udvarába, bőkezű mecénásnak bizonyult.

Cao Pi (187–226), Cao Cao idősebbik fia a kormányzásban és a költészetben is egyaránt apja művének egyenes folytatója. Apja halálát követően 220-ban Vej Ven-ti (Wei Wendi) (魏文帝) néven foglalja el helyét a trónon, még azon az áron is, hogy öccsével összetűzésbe kerül, száműzteti őt barátaival együtt, akik közül néhányat ki is végeztet. Verseiben a társadalmi egyenlőtlenségeket panaszolja fel igazi, érett művész hangján, de méltán híresek szerelmi ihletettségű, az elválás, az egymástól elszakított szerelmesek, hitvestársak fájdalmát megéneklő dalai is.

Cao Cse (Cao Zhi) (192–232) Cao Cao kisebbik fia, Cao Pi testvéröccse. A család e három férfi tagjának költői talentumára hivatkozva az utókor őket gyakorta a „Három Cao” (Szan Cao (San Cao) 三曹) néven emlegeti, bár hármójuk közül a legnagyobb tehetséggel vitathatatlanul Cao Cse (Cao Zhi) rendelkezett. Cao Cse (Cao Zhi) igazán kiemelkedő művésszé érett, a kínai költészet időrendben második legnagyobb alakja, az utókor Csü Jüan (Qu Yuan) életművének nagy örökösének tartja.

#### „Csien-an-kor hét mestere”
Ebben a rövid időszakban olyan költői iskola születik, amely amellett, hogy a kor népköltészetéből táplálkozik, magában hordozza és megújítja az előző korok költői hagyományát is. Így a korábbi évszázadok lírájától merőben más, új tartalmat hordozó költészet születik meg, amely az egész középkori kínai líra alapjává válik. A korszak legnagyobb költőit a „Csien-an (Jian’an-kor) hét mestere” (Csien-an csi ce (Jian’an qi zi) 建安七子) néven szokás emlegetni. Az általuk képviselt iskola emelte a magas költészet rangjára a jüe-fu (yuefu) típusú népköltészetet. Az egykori népdalok fájdalmas hangja érzékletesen és megrendítően képes megeleveníteni a korszak reményvesztettségbe süllyedt költőinek érzéseit.
- Csen Lin (Chen Lin) (陳琳/陈琳; 160?–217) császárpárti hivatalából előbb Cao Cao ellenfele majd szövetségese lett. Költőbarátai körében is nagy elismerést vívott ki verseivel. A népdal-jellegű költészet egyik legnagyobb mestere.[17]
- Hszü Kan (Xu Gan) (171–217) filozófusként, íróként és költőként egyaránt ismertséget szerzett nevének. Keményen ostorozta az állami ellenőrzést megkerülő kiskirályokat, maga azonban betegségére hivatkozva sohasem vállalt hivatalt. Szintén jól ismerte a népdal társadalmi töltését, és bravúrosan használta a jüe-fu (yuefu) versformát. Konfuciánus filozófusként a rend és a trónörökös, Cao Pi feltétel nélküli híve volt.[18]
- Jing Csang (Ying Chang) (190 előtt – 217) szintén Cao Cao kíséretéhez tartozott, ő is leginkább értekezéseivel tűnt ki. Cao Pi irodalomelméleti művéhez Hszü Kan (Xu Gan) filozófiájával karöltve nagyban hozzájárult a Tanulmány az irodalom lényegéről (Ven-cse lun (Wenzhi lun) 文質論/文质论) című írásával.[19] Alig fiatalabb, de óvatosabb politizálása miatt jóval hosszabb életű öccse, Jing Csü (Ying Ju) (應璩/应璩; 190-252) nem tartozott a szoros értelemben vett „hetekhez”, de költőként szintén ismertséget szerzett. Egyetlen fennmaradt verse, amely az Egyetlen a száz között (Paj-ji si (Baiyi shi) 百一詩) címet viseli szatirikus élű társadalombírálatának köszönhetően olyannyira népszerűvé vált, hogy több kötetre való, későbbi vers őspéldájává lett.[20][21]

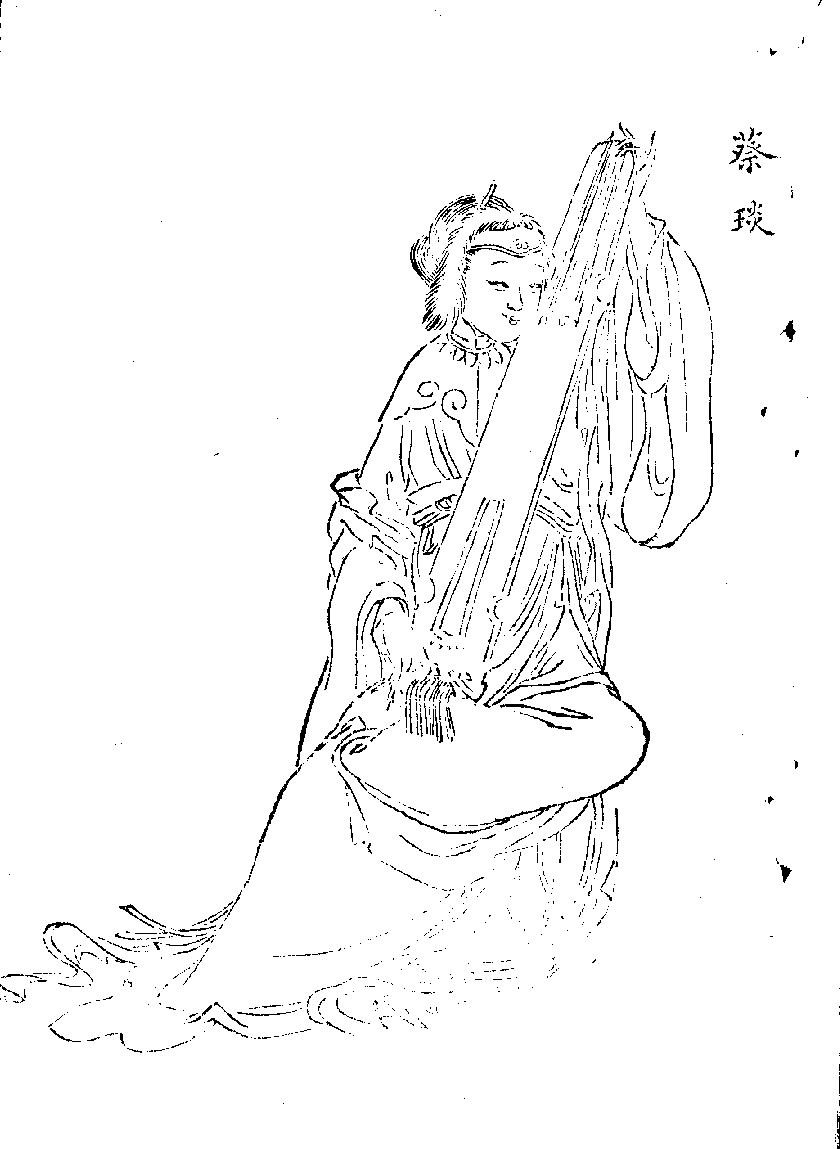
Cai Jen (Cai Yan) költőnő portréja

- Kung Zsung (Kong Rong) (孔融; 153–208) a héttagú társaság szintén jeles tagja. A Han-kor végének jelentős írástudója, Konfuciusz leszármazottja. Tragikus véget ért, szembe került az uralkodóval, és Cao Cao majd tíz esztendővel társai előtt, feleségével együtt kivégeztette. Noha a hagyomány úgy tartja, hogy a hét tagból álló költőcsoport egyik jelentős alakja volt, ám ezt, korai halálára hivatkozva sokan megkérdőjelezik. Verse mindössze 7 maradt fenn, prózaíróként sokkal jelentősebb.[22]
- Liu Csen (Liu Zhen) (劉楨/刘桢; ? – 217) művészetét szintén nagyra becsülték kortársai, de 15 fennmaradt verséből az utókor is joggal dicsérheti irodalmi nagyságát.[23]
- Zsuan Jü (Ruan Yu) (阮瑀; ? – 212) költőként nem oly jelentős, mint társai. Egyik legkiválóbb verse a Kihajtatok épp az Északi Kapun (Csia csu pej-kuo-men hszing (Jia chu beiguomen xing) 駕出北郭門行).[m 11] Fia, Zsuan Csi (Ruan Ji) (阮籍; 210-263)[24] apjánál nevesebb költővé válik, és a következő korszak idején megalakuló „Bambuszliget” költői társaság ünnepelt művésze.[25]
- Vang Can (Wang Can) (177–217) a baráti társaság és a kor egyik legnagyobb, legjelentősebb költője, az utókor nevét Cao Cse (Cao Zhi)vel együtt szokta emlegetni. Egy előkelő Han-kori hivatalnok fiaként látta meg a napvilágot. Vang Can (Wang Can) költészete legfájdalmasabb kifejezője a kor nyomorúságának, az egyre jobban testet öltő, kezdődő anarchia okozta szenvedéseknek.[26]

A Cao Cao udvarában szerveződött baráti kör számára a 217-es esztendő tragikusnak bizonyult. Ekkora már nem volt köztük Kung Zsung (Kong Rong), akit Cao Cao már 208-ban kivégeztetett. A Csien-an (Jian'an)-kor költői túlságosan közel kerültek az uralkodóhoz, és ez mindig magában rejti egy kegyvesztettség esetén a legdrámaibb véget. Az udvarban 217-ben végigsöpört kivégzési hullámnak esett áldozatul Csen Lin (Chen Lin), Hszü Kan (Xu Gan), Jing Csang (Ying Chang), Liu Csen (Liu Zhen) és Vang Can (Wang Can) is.

Caj Jen (Cai Yan) (蔡琰; 2-3. század), apja Caj Jung (Cai Yong) (133-192) a Han-dinasztia neves írástudójának, tudósának lánya. Caj Jen (Cai Yan) miután özvegyen maradt, elhurcolták az ázsiai hunok, s tizenkét hosszú esztendőn keresztül élt a barbár idegenek között. Ezalatt két fiú gyermeknek is életet adott. Fogságából Cao Cao szabadította ki, így került az uralkodó udvarába. Cao Cao újra férjhez adta, de legnagyobb bánatára két fia a xiongnuknál maradt. Noha alkotó évei a Csien-an (Jian'an)-korra tehetők, mégsem volt tagja a baráti körnek. Kínai híres asszonyköltőinek egyikeként hosszú, elégikus versciklusban énekelte meg a rabságban átélt szenvedéseit.

## Az átmeneti kor költészete
A Han-dinasztia bukását követően, az egység felbomlásával az „erős házak” kezében összpontosult az igazi politikai, katonai hatalom. A Három királyság idején egy különös szellemi áramlat jelent meg Kínában, amelynek jegyében a menekülni vágyók kisebb-nagyobb baráti társaságba verődve erdőkben, ligetekben vándorolva, a taoista szemlélődésre hivatkozva hátat fordítottak az ellenséges, háborúktól fenyegetett, veszedelmes emberi világnak. Hasonlóképp, mint a példaképnek tartott egykori taoista bölcsek, remeték. Elsősorban a maguk választotta az ideális felé törekevő életforma kötötte őket össze. Az őket körülvevő világ háborgó, zavaros eseményeire, a korukat bíráló úgy nevezett „tiszta beszélgetéseikben” (csing-hua (qinghua) 清話/清话) reagáltak. A 3. században alakult ki egy különös eszmény, amely teret nyert az irodalomban, a filozófiában, az ízlésben stb. Ez az eszmény a feng-liu (fengliu) (風流/风流) volt, amelyet a kínai filozófia nagy ismerője, Fung Yu-lan rokonnak érez az európai „romanticizmussal”, miközben valami európai szemmel értelmezhetetlen lelki attitűdként értelmezi. A kínai szerzők körében közkedvelt kifejezés szó szerint annyit jelent: „a szél áramával úszni”. Alapvetően a taoizmusból kölcsönzött kifejezésként kell értelmezni, amely mintegy szinonimája a „nem cselekvésnek” (vu vej (wu wei) 無為/无为), a lényege pedig a dolgok maguktól való folyni hagyása.

### A „Bambuszliget” költészete

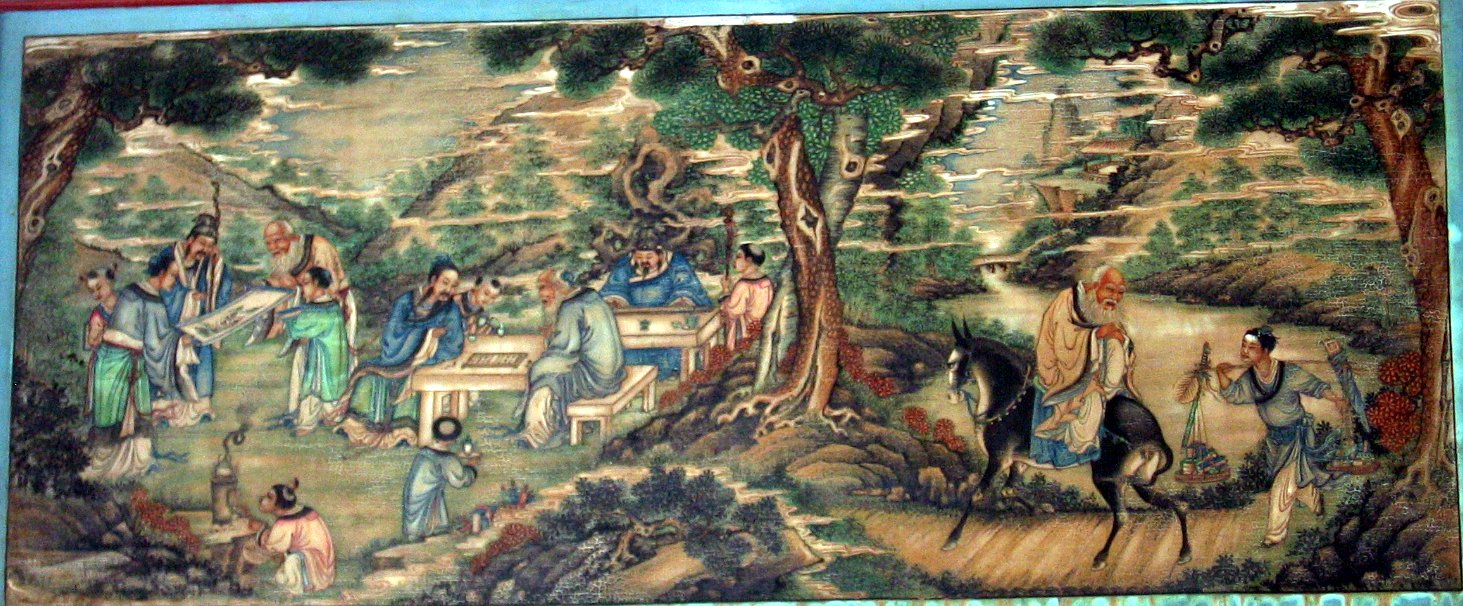
A Bambuszliget hét bölcse (Csu-lin csi hszien (Zhulin qi xian))

E korszak „második generációja” költőkből, muzsikusokból és néhány politikusból állt. A taoizmus jegyében fogant új misztikus vagy titokzatos tan (hszüan-hszüe (xuanxue) 玄學/玄学) igazi műhelye volt a „Bambuszliget hét bölcse” néven emlegetett baráti társaság. Ők heten, a házigazda Csi Kang (Ji Kang) (嵇康; 223–262) kezdeményezésére gyűltek össze a fővároshoz, Lojang (Luoyang)hoz közeli, Sangjang (Shanyang)ban (山陽/山阳; a mai Honan (Henan) tartomány északi részén) lévő birtokán. A jó barátok nap mint nap összegyűltek, vidáman iszogattak, filozofáltak. A népes és népszerű társaságnak állandó és már-már elválaszthatatlan tagjai hasonló korúak, de meglehetősen különböző családi hátterű költők és írók voltak. Elsősorban a maguk választotta közös életforma és az elhagyott hivatalos világ megvetése kötötte őket össze. A baráti társaság tagjai Csi Kang (Ji Kang) mellett: Zsuan Csi (Ruan Ji) (阮籍; 210–263), Liu Ling (劉伶/刘伶; kb. 221–300), Hsziang Hsziu (Xiang Xiu) (kb. 227–272),San Tao (Shan Tao) (山濤; 205–283), Vang Zsung (Wang Rong) (王戎; 234–305) és Zsuan Hszien (Ruan Xian) (阮咸; 3. század).

### A Nyugati Jin-dinasztia költői
A konzervatív törekvésű Csin (Jin)-dinasztia udvari költészetére a keresettség, a kifinomult nyelvi kultúra a jellemző. Nagyszámú konfuciánus írástudót csábítottak az udvarba, akik zömében a fu-versek műfajában remekeltek. Az udvari költők sokasága közül az alábbiakról emlékszik meg az irodalomtörténet:

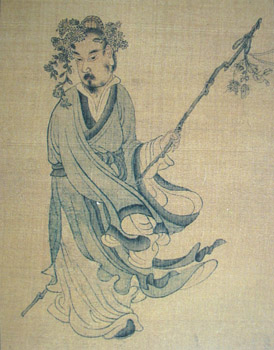
Tao Jüan-ming (Tao Yuanming)

- Fu Hszüan (Fu Xuan) (傅玄; 217–278) kortársai között közvetlen hangulatú verseivel szerzett magának megbecsülést.[33]
- Cseng-kung Szuj (Chenggong Sui) (成公綏; 231–273) nevét dalai, leíró költeményei és a kisebb feljegyzései örökítették meg.[34]
- Csang Hua (Zhang Hua) (張華/张华; 232–300) költeményeire a tárgyilagos, leíró, didaktikus hangvétel és stílus a jellemző.[35]
- Lu Csi (Lu Ji) (陸機/陆机; 261–303) költészetét már kortársai is nagyra becsülték, de verseinél sokkal értékesebb irodalomelméleti munkássága.[36]
- Pan Jo (Pan Yue) (潘岳; 247?–300) sirató versei a későbbi korok kritikusainak iskolapéldái lettek.[37]
- Csang Hszie (Zhang Xie) (張協/张协; 255?–310?) a természet lírai szépségeinek s a természeti képekben kifejezett személyes líra kiváló poétája. A népies jellegű jüe-fu (yuefu)-dalok őszinte hangját egyedülálló formaművészettel szólaltatta meg, s már kortársai a műfaj legkiválóbb mestereként ismerték el.[38]
- Co Sze (Zuo Si) (左思; 250?–305?) költészetét a gazdagon díszítő, aprólékos pontosságú, már-már tudományos igényű hitelesség jellemzi.[39]
- Kuo Pu (Guo Pu) (276–324) filológiai, filozófiai és költői munkássága egyaránt jelentős. Kommentáríróként is jelentős életművet hagyott maga után. A taoista halhatatlanság keresése szolgáltat témát költészete számára.[40]
- Szun Cso (Sun Chuo) (孫綽/孙绰; 320–377) a taoista misztika megszállottjának tartották, akinek költészetét is ez határozta meg. Csupán egyetlen versét ismerjük.[41]

Az egész korszak legnagyobb, legjelesebb költője, Tao Jüan-ming (Tao Yuanming) (365–427) csak Csin (Jin)-dinasztia uralmának vége felé bukkan fel. Tao Jüan-ming (Tao Yuanming)et az irodalomtörténet a klasszikus kínai líra időrendben harmadik legnagyobb költőjeként tartja számon. Több mint 120 fennmaradt verse és 11 prózai műve ismert. A Dalok Könyve és a jüe-fu (yuefu) népköltészetét emeli igen magas művészi színvonalra, és így válik Csao Cse (Cao Zhi) művének betetőzőjévé, a klasszikus kínai líra első nagy mesterévé. Tao Jüan-ming (Tao Yuanming) lírája az életöröm forrását a természetben, a kétkezi munkában, a falusi nép egyszerű életében találja meg.

### A déli és északi dinasztiák költészete
A Han-dinasztia, és ezzel együtt a kínai kultúra legitim örökösei délen telepedtek meg, és a mai Csiangszu (Jiangsu) tartomány területén az egykori Csienkang (Jiankang)ban (a mai Nanking (Nanjing) alapították meg fővárosukat, amely egymást követően öt dinasztiának is székhelye és amolyan szellemi központja volt. A tenger felől viszonylag könnyen megközelíthető és katonailag gyengén védett, ellenőrzött délvidéken nagy számban jelentek meg idegen kereskedők, akik a fényűzéshez elengedhetetlen luxuscikkeikkel látták el a mindenkori udvart és annak környezetét, de jelen voltak a buddhizmus képviselői is.

Az északi területeken pedig a Han-kor óta fokozatosan elkínaiasodott idegenek, északi nomád népek rendezkedtek be. E fegyveres hódítók nemcsak Kína történelmében, de kultúrájában is nyomot hagytak. Végeredményben elmondható, hogy az északi területekre beáramló friss hatások megújították a kínai kultúrát. Ennek legkézzelfoghatóbb vonása főként a lírában jelenik meg.

Ebben a korban (420-589) jól elválasztható egymástól a déli és északi dinasztiák költészete. A kor versei jüe-fu (yuefu) gyűjteményekben maradtak fenn, melyekben külön műfajt és fejezetet alkot a Dél és Észak költészete. A 6. században a déli dinasztiák udvarában felvirágzik egy meglehetősen bágyadt, melankolikus hangulat-költészet, mely előszeretettel választja témájául az udvarhölgyek szépségét, küllemét, bájait, melyet rafináltan cizellált versekben énekeltek meg. Nevét is innen kapta az irányzat: „palota-stílus” (kung-ti (gongti) 宮體/宫体). A déli dinasztiák költészete kiegészül a szerelem témájával, amelynek megéneklése egyáltalán nem jellemző a kínai költészetre. Ugyanebben az időben virágzik fel délen egy népies költészet is, amelynek négysoros strófái az asszonyi szerelmet, szomorúságot és bánatot énekli. Ezek a négysoros dalok az úgy nevezett Ce-je (Ziye)-dalok (Ce-je ko (Ziye ge) 子夜歌), amilyeneket a hagyomány szerint egy Ce-je (Ziye) 子夜 nevezetű fiatal leány írt először a Csin (Jin)-dinasztia idején.

#### A déli dinasztiák költői
A Tang-kori líra felvirágzásához nagyban hozzájárult mind a déli, mind az északi költészet. A Tang-dinasztia költői a nagy elődöket tisztelték e kor ismert vagy névtelen művészeiben, akiktől számos témát, formai megoldást vagy verselési újítást vettek át. Különösen a Liang-állam (502–556) költő és műpártoló uralkodója, Liang Vu-ti (Liang Wudi) 梁武帝 (502–549) udvarában született számtalan olyan költői eszköz, amely a későbbi korok lírájának bölcsőjévé válhatott. A Jü Hszin (Yu Xin) 庾信 (513–581) körül kialakult művészkör elegáns, csillogó és hajlékony költői stílust hagyományozott Kína későbbi költőire. E kor nagy számú, név szerint ismert költőjének egyikét-másikát a lírájukban megjelenő színgazdagság emeli az átlag fölé, amelynek inspirálója a személyesen átélt háborúk, menekülések, száműzetések és a megannyi szenvedés egy széttagolt, felfordult világban.
- Hszie Ling-jün (Xie Lingyun) 謝靈運/谢灵运 (385–433) költői hírnevét elsősorban nagyszerű tájleíró költeményeinek köszönheti. Jellemző rá a táj hatalmas, monumentális léptékű bemutatása, és az ő lírájában jelenik meg letisztult, kiforrott formájában a roppant természetben egyedül, magányosan szemlélődő bölcs alakja. Tájleíró költészete már kortársaira is nagy hatással volt, de a Tang-dinasztia idején élt Vang Vei (Wang Wei) is példaképének tekintette.[48]
- Jen Jen-cse (Yan Yanzhi) 顏延之 (384–456) szintén a Szung (Song)-dinasztia híres tudósa és költője volt. Ifjúságát tanulmányaival töltötte a Keleti Csin (Jin)-dinasztia hanyatlásának idején. Ma 29 versét ismerjük, fu-költeményeire a kortársainál jóval személyesebb hangvétel a jellemző, jüe-fu (yuefu)-versei pedig filozofikus, tűnődő hangulatot árasztanak.[49]
- Pao Csao (Bao Zhao) 鮑照 (414?–466) költői tehetségét már kortársai is elismerték, nagyra becsülték. A Tang-kori költők közül sokan választották őt példaképükül.[50]
- Sen Jo (Shen Yue) 沈約/沈约 (441–513) kortársai afféle költőfejedelmet láttak benne. Költészeténél is lényegesebbek verstani munkássága és nyelvészeti kutatásai, melyekről fentebb már ejtettünk szót.[51]
- Hszie Tiao (Xie Tiao) 謝朓/谢朓 (464–499) maradandó életművet hagyott maga után, amely jelentős mértékben inspirálta a Tang-kori költőket is.[52]
- Csiang Jen (Jiang Yan) 江淹 (444–505) líráját a déli udvar bánatos, melankolikus hangvétele jellemzi. Egy 30 versből álló ciklus szerzője is, melynek minden egyes darabját más és más költő modorában írta.[53]
- Jü Hszi (Yu Xi) (? – 510 körül) több kötetnyi emelkedett hangvételű költemény szerzője, bár nevét főként választékos prózai írásai tették ismertté.[54]

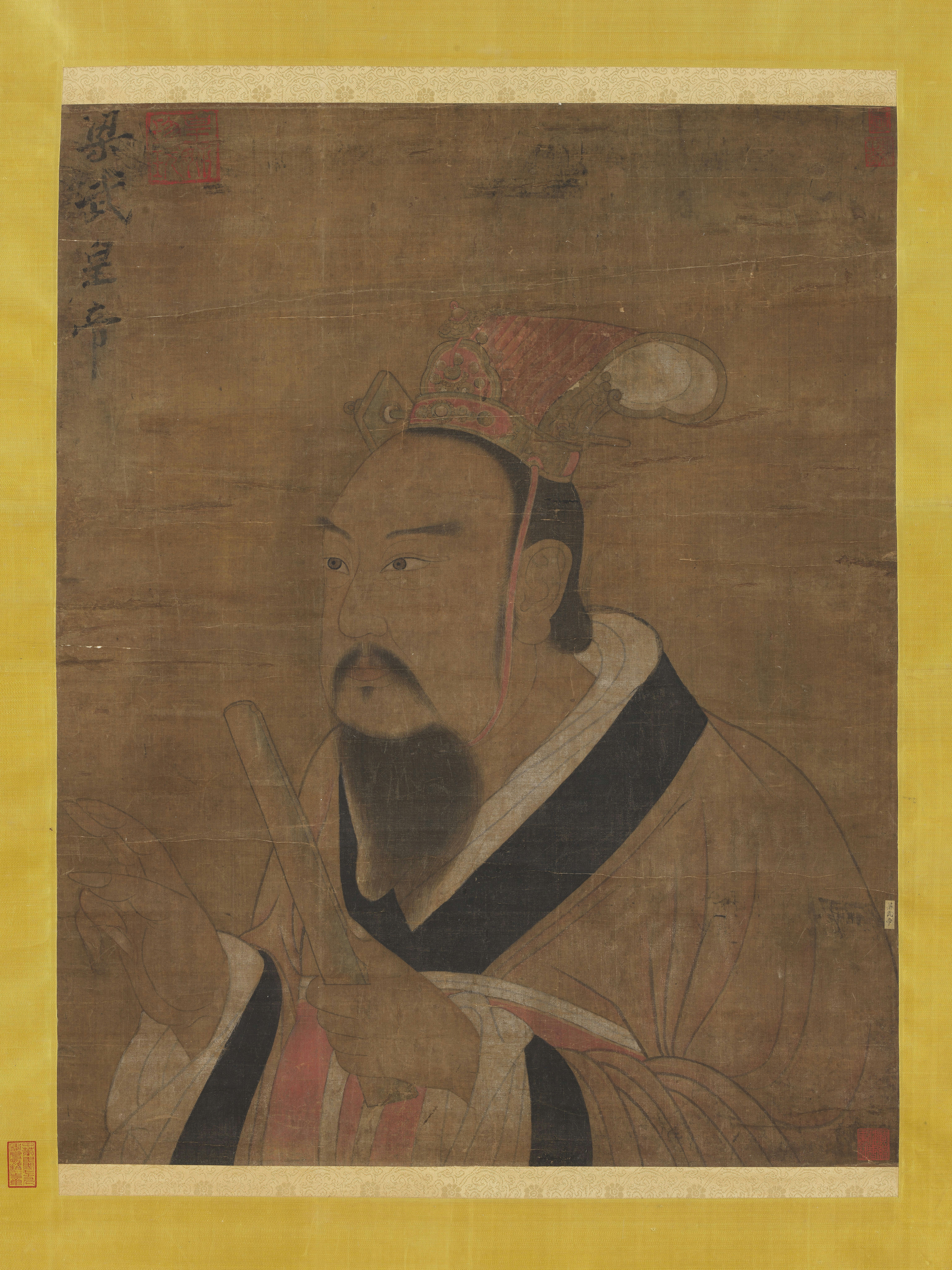
Liang Vu-ti (Wudi) (Hsziao Jen (Xiao Yan)), a Liang-dinasztia költőként is ismert alapító császára

- Vu Csün (Wu Jun) 吳筠 (469–520) nagy szabású történeti művét nem fejezhette be, de lírája méltán volt híres már korában is. Archaizáló stílusával iskolát teremtett. A kor egyik legkiválóbb költőjeként tartják számon.[55]
- Ho Hszün (He Xun) 何遜/何逊 (? – 518) kortársai a déli udvari líra egyik legtehetségesebb költőjének tartották. Művészetét a későbbi költők némiképp elhomályosították, kétkötetnyi verse mindmáig a korabeli líra jeles alkotása. Versein kívül rövid prózai írásokat és egy maga szerkesztette költői antológiát hagyott kortársaira.[56]
- Jin Keng (Yin Keng) 陰鏗/阴铿 (? – 565?) ötszótagos versei a Liang- és a Csen (Chen)-ház fényűző udvarában virágzó kifinomult költészet hagyományos témáit éneklik meg.[57]
- Hszü Ling (Xu Ling) 徐陵 (507–583) nem csupán költőként, de történész és szónokként is nevet szerzett magának. Mára meglehetősen kevés költeménye maradt fenn.[58]
- Jü Csien-vu (Yu Jianwu) 庾肩吾 (487–553) egy költői antológia szerkesztése fűződik a nevéhez. Kisebb prózai írásai, valamint egy kalligráfiáról írt kézikönyve is ismert.[59]
- Hsziao Jen (Xiao Yan) 蕭衍/萧衍 (464–549) még a déli Csi (Qi)-dinasztia egyik hercegének udvarában olyan költőket, tudósokat tudhatott barátjának, mint Sen Jüe (Shen Yue), Hszie Tiao (Xie Tiao), Fan Jün (Fan Yun) és Zsen Fang (Ren Fang). Mikor Liang Vu-ti (Wudi) néven 502-ben, saját dinasztiájának, a Liangnak első császáraként trónra lépett továbbra is megőrizte a művészetek szeretetét, és pártfogolta a buddhizmust. Nem csak a költészet híres mecénása volt, de maga is szerzett verseket. A déli költészetben jelentős szerepet játszottak a Hsziao (Xiao) 蕭/萧 család tagjai.[60]
- Hsziao Kang (Xiao Gang) 蕭綱/萧纲 (503–551), a dinasztiaalapító császár második fia 549-ben örökölte meg hosszú életű apja trónját. Ő is a költészet nagy barátjának, támogatójának bizonyult, és nevét költőként is jegyzik.[61]
- Hsziao Ji (Xiao Yi) 蕭繹/萧绎 (508–555) Liang Vu-ti (Wudi) császár hetedik fia szintén ismert költő. 552-ben lépett trónra, de csupán két évig uralkodhatott.[62]
- Hsziao Tung (Xiao Tong) 蕭統/萧统 (501–531) a Hsziao (Xiao) család irodalmi teljesítményének tekintetében legkiemelkedőbb tagja, aki Vu-ti (Wudi) császár elsőszülött fia volt. Korán bekövetkezett halála miatt, ő nem léphetett trónra. Nevét az Irodalmi művek gyűjteményének (Ven-hszüan (Wenxuan) 文選/文选) összeállításával tette halhatatlanná.[63]
- Csiang Cong (Jiang Zong) 江總/江总 (519–594) megkapó hangulatú, merengő költeményei a déli palota-stílusú költészet kiemelkedő darabjai.[64]

A Déli dinasztiák költői közül még említésre méltó a Liang-államban élt Csu Csao (Zhu Chao) 朱超 (a 6. század első fele), Jen Cse-tuj (Yan Zhitui) 顏之推/颜之推 (531?–591?) és Fan Jün (Fan Yun) 范雲/范云(451?–503?), korának híres konfuciánus tudósa, aki költőként is ismert volt.

#### Az északi dinasztiák költői
Az északi dinasztiák költészetére nagy hatást gyakoroltak a sztyeppei nomádok dalai, énekei. Sok esetben a különböző „barbár” törzsek népköltészete alapozza meg az északi dinasztiák kínai nyelvű lírájának alapjait. Tőkei szerint: „A déli versek lágy, asszonyi finomságával szemben az északi költészet erőteljes, harcias, férfias.” A régi kínai verses epika legszebbnek tartott darabja is, a Mu-lan (Mulan) ballada (Mu-lan ce (Mulan ci) 木蘭詞/木兰词) szintén az északi költészetből sarjadt ki.

## Tang-kori költészet
A Tang-kor igen bonyolult társadalmi kérdései legművészibben a lírában vetődtek fel, a líra nyújtott lehetőséget arra, hogy a legmegnyugtatóbb válaszokat adja. A Tang-dinasztia idején jelentkezett a legtöbb nagy kínai költő, akinek művészete nemcsak Kínában, hanem a kínai birodalom határain túl, több kelet-ázsiai országban is óriási hatást gyakorolt a későbbi korok művészetére. A mandzsu, Csing (Qing)-dinasztia elején összeállított A Tang-kor összes költeménye (Csüen Tang si (Quan Tang shi) 全唐詩/全唐诗) című monumentális gyűjtemény több mint 2 300 költő mintegy 48 900 versét tartalmazza, melyet 900 addig megjelent mű alapján gyűjtöttek össze. Mára több mint 50 000 a Tang-korban íródott költeményt ismerünk. Ez a roppant mennyiség is jól mutatja, hogy a líra a Tang-dinasztia évszázadaiban valódi aranykorát élte. A Tang-dinasztiát követő évszázadokban antológiák százai foglalták össze a korszak lírájának jelesebb darabjait. Ezek közül az első feltehetően a Birodalom Gyöngyszemei (Kuo hsziu ji (Guo xiu ji) 國秀集/国秀集) lehetett, melyet a Tang-dinasztia közepén jelentettek meg, és amely mintegy 90 költő 220 versét tartalmazza. A leghíresebb Tang-kori antológia azonban A Tang-kor háromszáz verse (Tang si szan-baj sou (Tang shi sanbai shou) 唐詩三百首), amelynek összeállítása a tudós Szun Csu (Sun Zhu) 孫洙/孙洙 (1711-1778) nevéhez fűződik, és első ízben 1764-ben látott napvilágot. Szun Csu (Sun Zhu) gyűjteménye összeállításakor a Dalok Könyve mintáját követte.

A megelőző átmeneti korszak nyelvészeti és esztétikai felfedezéseinek továbbfejlődéseként a Tang-kori költők és esztéták szigorú verselési szabályokat dolgoztak ki a líra számára. A régi, szerintük szabadabb ritmusú verseléssel szembeállítják az „új stílus” (hszin-ti (xinti) 新體/新体) kötöttebb versformáit. A különféle szabályok közül a legfontosabb az, amely - Sen Jüe (Shen Yue) korábbi felfedezése alapján, miszerint a kínai nyelv négy szótaghanglejtést tartalmaz – megkívánja a verstől, hogy annak ritmusát az ún. „sima” (ping 平) és „görbe” (cö (ze) 仄) zenei tónusú, szótaghanglejtésű szavak szabályos váltakozása hordozza. A verssorok szótagszáma a Zenepalota verseinek alapján továbbra is elsősorban öt és hét. A tónusváltakozásra vonatkozóan számtalan öt- illetve hétszótagos ritmusképletet dolgoztak ki. A tónusváltakoztatás alapvető voltát mutatja az is, hogy még a különféle rímszabályokban is nagy szerepet kap: csak bizonyos tónusú rímek lehettek igazi rímek a versben. A verstani szabályok kidolgozása nem a líra megmerevedését okozta, hanem ellenkezőleg, a korábbi korok béklyóiból kiszabadulva lehetővé vált egy saját harmonikus forma megteremtése.

### Korai Tang-kor
A Tang-dinasztia első századában (nagyjából a 7. században) a líra még az átmenet jegyeit mutatja. E korszak legkiemelkedőbb művészeit a „Korai Tang-kor négy kiválósága” (Csu Tang sze csie (Chu Tang si jie) 初唐四杰) néven szokás emlegetni, akik a korábbi idők végsőkig kifinomult, emelkedett modorában írtak. Ide tartoznak: Vang Po (Wang Bo) 王勃 (649-676), a korszak egyik legtermékenyebb költője, aki állítólag 25 kötetnyi verse volt, melyből ma 16-ot ismerünk, Jang Csiung (Yang Jiong) 楊炯/杨炯 (650-?), Lu Csao-lin (Lu Zhaolin) 盧照鄰/卢照邻 (635-689) és Lo Pin-vang (Luo Binwang) 駱賓王/骆宾王 (640-684).

Vang Csi (Wang Ji) (585-644) 王績/王绩 nem tartozik a „négy kiválóság” körébe, mégis a korszak egyik legismertebb, legkiválóbb költője, aki friss, életteli stílusával egyéni, jellegzetes költői nyelvezetet alkotott.

A korai Tang-kor jelesebb költői között meg kell még említeni Sang-kuan Ji (Shangguan Yi) 上官儀/上官仪 (?-664) nevét, aki a fontos kínai ritmustényező, a gondolatritmus jellegű „párhuzamosság” hat fajtáját és a verssorok párhuzamosságának nyolc fajtáját különböztette meg egymástól, ő maga pedig költőként olyannyira csiszolt és tetszetős stílust produkál, hogy a „Sang-kuan (Shangguan)-stílus” (Sang-kuan ti (Shangguan ti) 上官體/上官体) névadójává lesz. A korszak jeles költői továbbá: Liu Hszi-ji (Liu Xiyi) 劉希夷/刘希夷 (651-680?), Sen Csüan-csi (Shen Quanqi) 沈佺期 (7. század) és Szung Cse-ven (Song Zhiwen) 宋之問/宋之问 (?-710).

Néhány költő tudatosan szembefordul a hagyományos rutin-költészettel, ezek legkiemelkedőbb alakja Csen Ce-ang (Chen Zi’ang) 陳子昂/陈子昂 (661-702).

### Virágzó Tang-kor

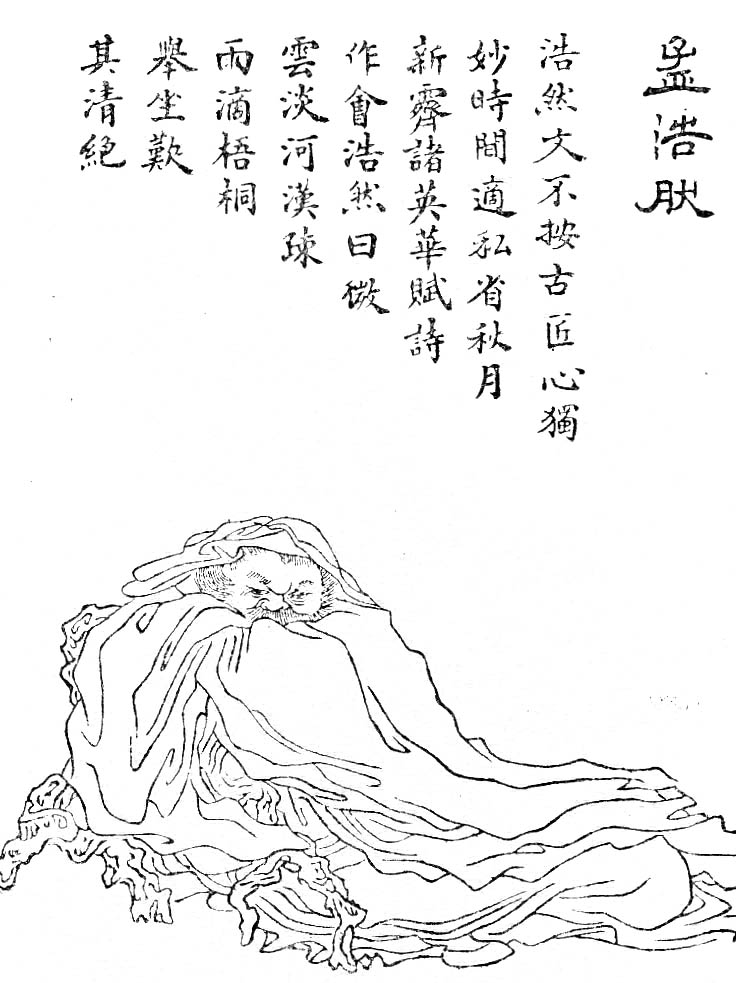
Meng Hao-zsan (Meng Haoran)

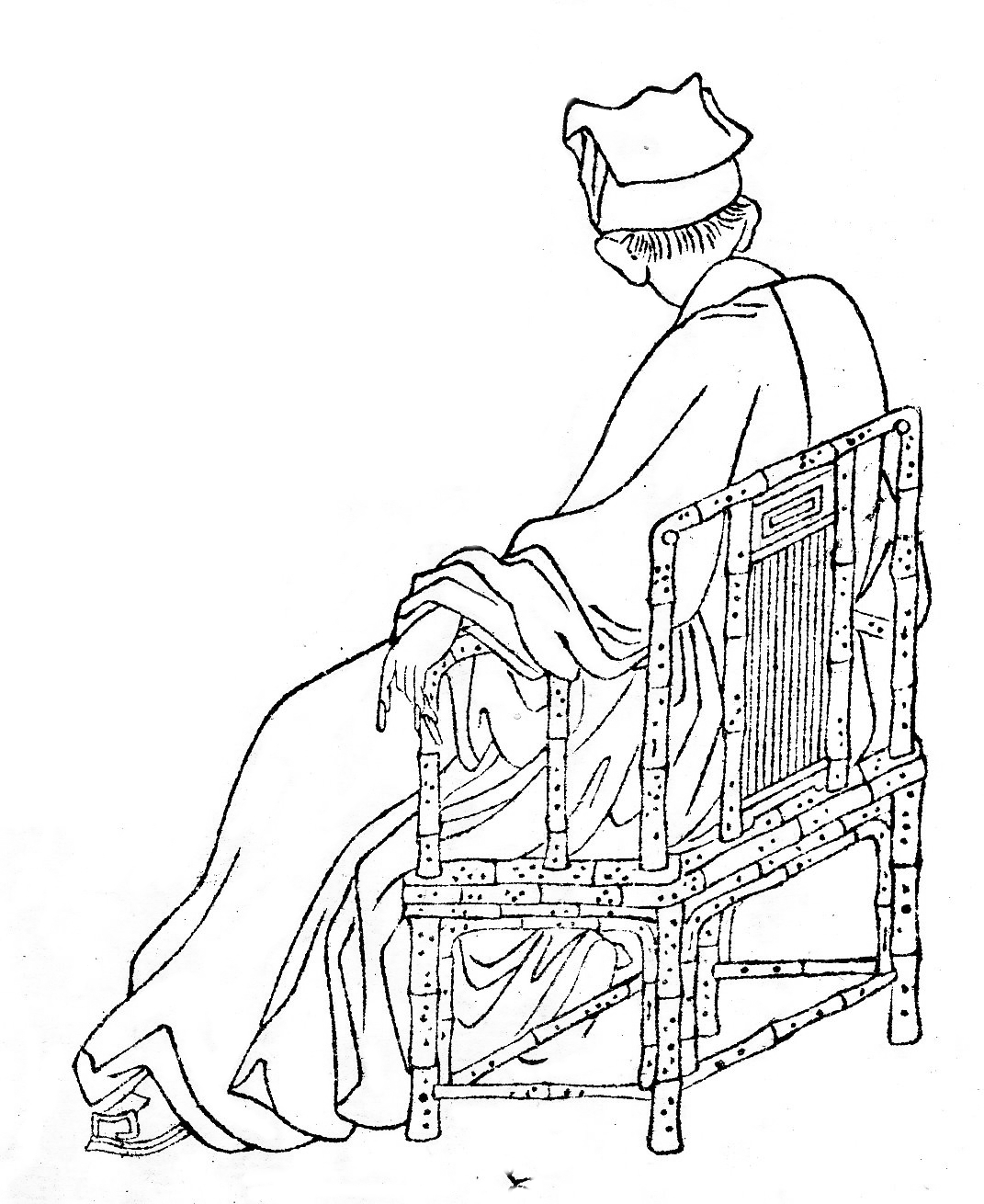
Vang Vej (Wang Wei)

A virágzó Tang-kori költők sora olyan nevekkel kezdődik, akikről ugyan megemlékezik a kínai irodalomtörténet, de műveik közel sem olyan jelentősek, verseik művészi értéke nem oly magas, épp ezért a nyugati nyelvű szakirodalom is csak mértékkel tesz említést róluk: Csang Csiu-ling (Zhang Jiuling) 張九齡/张九龄 (678-740), Csang Jüe (Zhang Yue) 張說/张说 (667-730), Ho Cse-csang (He Zhizhang) 賀知章/贺知章 (569?-744?) és Vang Van (Wang Wan) 王湾 (7. század vége, 8. század első fele).
Meng Hao-zsan (Meng Haoran) 孟浩然 (689-740) a 755 előtti szakasznak az egyik legjelentősebb költője. A természet és a magány énekese. Finom lírai hangulataiért, példamutató erkölcsi tisztaságáért a jelentős Tang-kori költő-fejedelmek is csodálták. Ma mintegy 260 költeménye ismert.
Vang Vej (Wang Wei) 王維/王维 (701-761) lírája leginkább Meng Hao-zsan (Meng Haoran) költészetéhez áll közel, a nagy műveltségű, fővárosi írástudó maga is a természetfestő költészet mestere. Vang Vej (Wang Wei) udvari orvos, kiváló zenész, iskolát teremtő tájképfestő és költő volt egy személyben. Jelenleg valamivel több, mint 400 költeménye maradt fent.

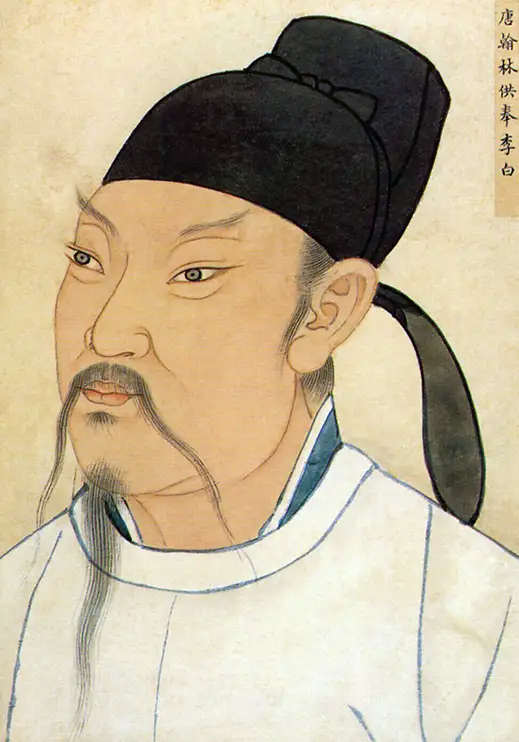
Li Paj (Li Bai)

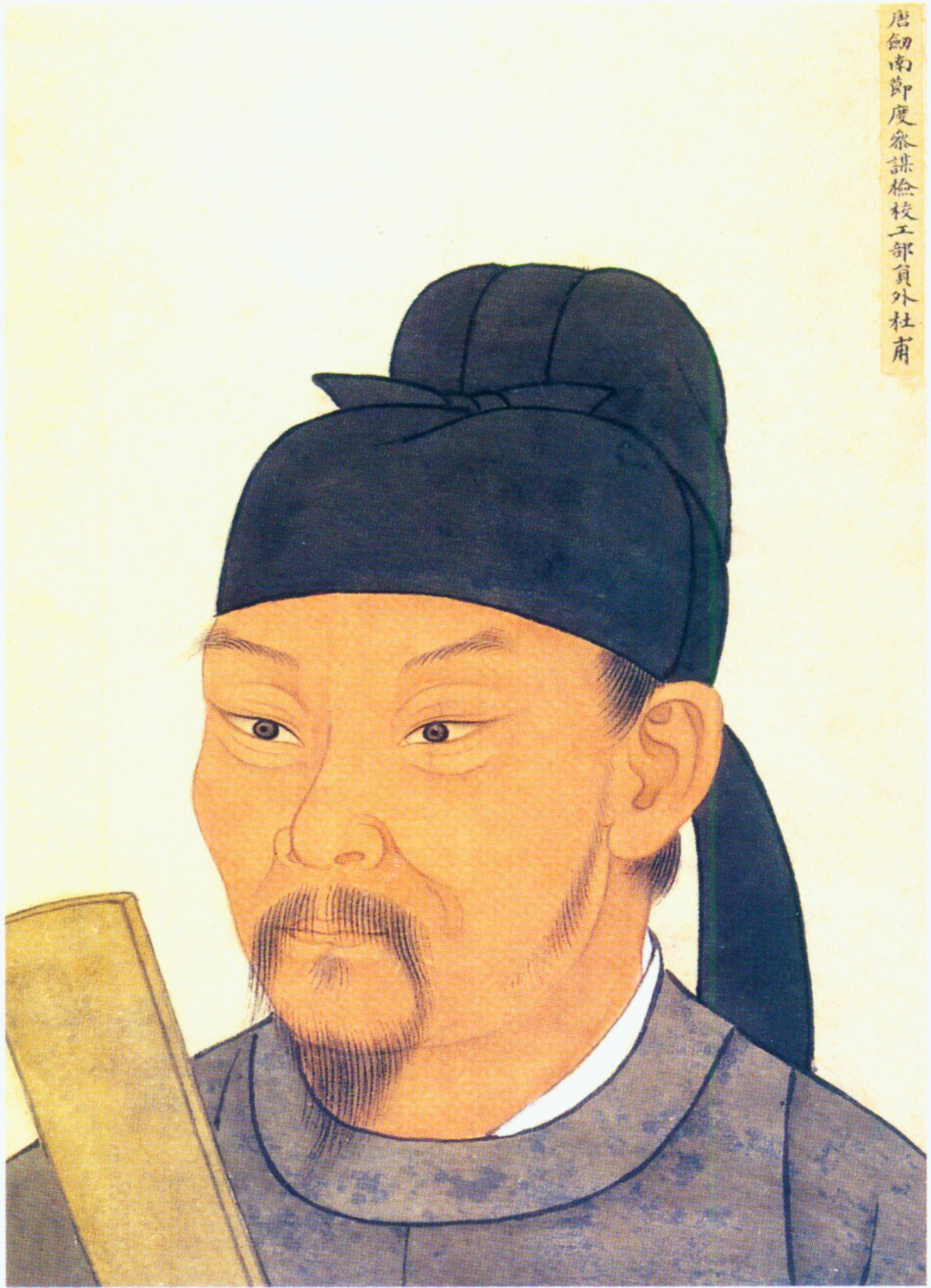
Tu Fu (Du Fu)

Az aranykor e korai szakaszának jelentősebb költői között meg kell még említeni Csu Kuang-hszi (Chu Guangxi) 儲光羲 (706?-763?), Csang Csien (Chang Jian) 常建 (708?-765?), Cu Jung (Zu Yong) 祖詠/祖咏 (688?-746?) nevét is, akik Meng Hao-zsan (Meng Haoran) és Vang Vej (Wang Wei) természetfestő lírájának folytatói.
Kiemelkedőbb költők voltak továbbá Vang Csang-ling (Wang Changling) 王昌齡/王昌龄 (698-757), Kao Si (Gao Shi) 高適 (702-765), Cen Sen (Cen Shen) 岑參 (715-770) is. Ők valamennyien szemtanúi voltak a határ menti katonaélet nyomorúságának, így költészetük jelentősebb darabjai a férfiak hadra cipeléséről, a háborúk gyötrelmeiről szólnak.
E korszak ismertebb, bár kevésbé jelentős költői voltak Vang Cse-huan (Wang Zhihuan) 王之渙/王之涣 (688-742), Li Csi (Li Qi) 李頎/李颀 (690?-754?), Cuj Hao (Cui Hao) 崔顥/崔颢 (704?-754) és Vang Han (Wang Han) 王翰 (685-735?).
Li Paj (Li Bai) 李白 (701-762) a kínai költészet egyik vitathatatlanul legnagyobb alakja. Korhely szabadságvágyának, féktelen egyéniségének, költői képalkotása merészségének, démoni természetszeretetének köszönhetően gyakran Villonnal, Percy Bysshe Shelley-vel vagy Heinével állítják párhuzamba. Rendkívül termékeny költő volt, ma mintegy ezer költeménye ismert, életműve a kor érzésvilágának tárháza. Hatalmas ihlettel, egyszerű nyelven, természetes könnyedséggel írt verseit nagy szabadságszeretet, büszkeség, a konvenciók elleni lázadás szelleme hatja át.

Az „aranykor” másik nagy költője, Li Paj (Li Bai) kortársa és fiatalabb barátja, Tu Fu (Du Fu) 杜甫 (712-770) volt. Fiatal korában ő is sokat vándorolt. Költészetében több a klasszikus hagyomány, mint idős barátja verseiben. Jelentősége többek között abban áll, hogy sikeresen és magas szinten újítja fel a leíró-költészetet. Világosan látó, a társadalmi problémákra nyíltan rámutató költő, akinek életműve az epiko-lírai műfajokban gazdag.

### Középső Tang-kor

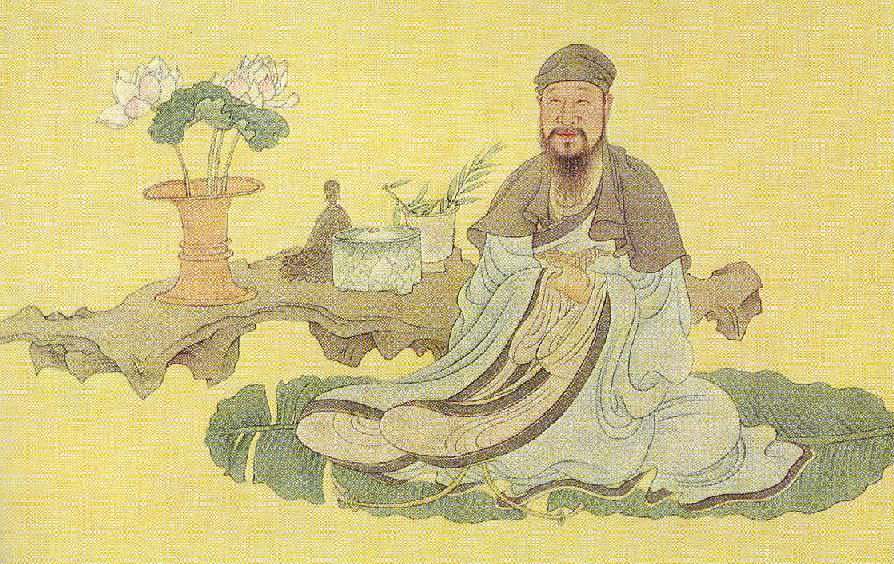
Po Csü-ji (Bai Juyi)

Kortársai közül Tu Fu (Du Fu) realista, társadalombíráló hagyományát a középső Tang-korban Jüan Csen (Yuan Zhen) 元稹 (779-831) folytatja még színvonalas művészettel. A parasztok keserves, nehéz életének kifejezésére ekkoriban kialakul egyfajta népdalszerű költészet is, melynek kiemelkedő képviselője Csang Csi (Zhang Ji) 張繼/张继 (710-782) és Liu Jü-hszi (Liu Yuxi) 劉禹錫/刘禹锡 (772-841), akit népies versei mellett kiváló prózai esszéi is híressé tették. A korszak jelentős költő között mindenképpen meg kell még említeni Han Jü (Han Yu) 韓愈/韩愈 (768-824) és Liu Cung-jüan (Liu Zongyuan) 柳宗元 (773-816) nevét is, akiknek verseik mellett a művészi esszéik is a korszak legjelesebb alkotásai.

A korszak vitathatatlanul legnagyobb költője, s egyben a Tang-kori költői fejlődés betetőzője Po Csü-ji (Bai Juyi) 白居易 (772-846). Tőkei így jellemzi lírai művészetét: „Költészete - akárcsak Csü Jüan (Qu Yuan)é vagy Tu Fu (Du Fu)é - a tehetetlenségre kárhoztatott politikai cselekvésvágyból sarjad ki, mint a cselekvés egyedül lehetséges formája. A hivatalnok-rendszert így rendkívül élesen tudja bírálni...”
| A középső Tang-kor további említésre méltó költője | A középső Tang-kor további említésre méltó költője |
| --- | -------------------------------------------------- |
| - Taj Su-lun (Dai Shulun) 戴叔倫/戴叔伦 (732-789) - Liu Csang-csing (Liu Changqing) 劉長卿/刘长卿 (709-780) - Vej Jing-vu (Wei Yingwu) 韋應物/韦应物 (732-792) - Li Ji (Li Yi) 李益 (8. század) - Lu Lun 盧綸/卢纶 (739-799) - Csien Csi (Qian Qi) 錢起/钱起 (710-782) - Csi Csung-fu (Ji Zhongfu) 吉中孚 (8. század) - Han Ji (Han Yi) 韩翊 (8. század) - Sze-kung Su (Sikong Shu) 司空曙 (720-790) - Miao Fa 苗發/苗发 (8. század) - Cuj Tung (Cui Tong) 崔峒 (8. század) - Hsziao Hou-sen (Xiao Houshen) 夏侯审 (8. század) - Li Tuan (Li Duan) 李端 (743-782) - Vang Csien (Wang Jian) 王建 (8. század) - Meng Csiao (Meng Jiao) 孟郊 (751-814) - Csia Tao (Jia Dao) 賈島/贾岛 (779-843) - Lu Tung (Lu Tong) 盧仝/卢仝 (794-835) - Li Ho (Li He) 李贺 (790-816) |                                                    |

### Késői Tang-kor
A 9. század közepe táján jól megfigyelhető stílus-fordulat jegyei mutatkoznak meg. Az előző korszak, fiatalon elhunyt költő, Li Ho (Li He) (790-816) költészetének tendenciái folytatódnak, vagyis a választékosság gyakorta az érthetőséget, világosságot fenyegeti. Ez figyelhető meg Li Sang-jin (Li Shangyin) 李商隱/李商隐 (812/813-858) és Ven Ting-jün (Wen Dingyun) 温庭筠 (818-880) költészetében is.

A késői Tang-korra tehető a líra egy igen érdekes formája, a szerzetesek és remeték költészete, akik kevésbé ügyelve a merev szabályokra sok esetben élő nyelvi fordulatokat is használnak. E költészet legjelesebb képviselői például Han-san (Hanshan) 寒山, Si-tö (Shide) 拾得 és Feng-kan (Fenggan) 豐干/丰干, akiknek versei nyugaton sokkal nagyobb hatást váltottak ki, mint Kínában.
| A késői Tang-kor további említésre méltó költője | A késői Tang-kor további említésre méltó költője |
| --- | ------------------------------------------------ |
| - Tu Mu (Du Mu) 杜牧 (803-852) - Tuan Cseng-si (Duan Chengshi) 段成式 (803-863) - Lo Jin (Luo Yin) 羅隱/罗隐 (833-909) - Tu Hszün-ho (Du Xunhe) 杜荀鹤 (846-904) - Pi Zsi-hsziu (Pi Rixiu) 皮日休 (834/840-883) - Lu Kuj-meng (Lu Guimeng) 陸龜蒙/陆龟蒙 (?-881) - Vej Csuang (Wei Zhuang) 韦庄 (836-910) - Sze-kung Tu (Sikong Tu) 司空图 (837-908) - Cseng Ku (Zheng Gu) 鄭谷 (849-911) - Han Vo (Han Wo) 韓偓 (844-?) - Jü Hszüan-csi (Yu Xuanji) 魚玄機/鱼玄机 (844–869) |                                                  |

## Szung-kori költészet

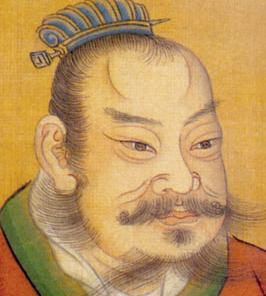
Szu Si (Su Shi)

A Tang-kor végén a költészetben megjelent a népi eredetű ce (ci)-verselés, amelyet leginkább az különböztetett meg a Tang-korban általánosan elterjedt si (shi)től, hogy ennél nem a kész versek előadásához improvizáltak dallamokat, hanem megadott dallamokra szerezték a verseket. Jól lehet, a si (shi)-verselés nem vész el a Szung (Song)-kor folyamán, de a líra megújulását mindenképpen a ce (ci), vagyis a „dalvers” uralomra jutása segíti elő. A ce (ci)-verseket kezdetben valóban énekelve adták elő, ám mihelyt kidolgozták a versforma új szabályait, az eredeti dallamok már csak a különféle ce (ci)-versek elméleti alapját képezték, és elhagyták az éneklést. Ezzel párhuzamosan a kezdetben igen rövid, néhány sorból álló dalszerű verselési mód hosszabbá, sőt gyakorlatilag szabad terjedelmű formává (man-ce (manci) 慢詞/慢词) változott. E műfaj jelentős korabeli költője Liu Zsung (Liu Rong) 劉榮 (11. század közepe) volt, aki beszélt nyelven írt verseivel aratott nagy sikert.

A ce (ci) legnagyobb, egyben a kínai líra egyik legnagyobb költője Szu Si (Su Shi) 蘇軾/苏轼 (1036-1101) volt, aki ezt a versformát kiszabadította a merev szabályok kötelékéből, elszakította a dallamtól és minden tekintetben a Tang-kor költőinek verseléséhez közelítette.

Hasonló bravúros technikát sajátított el a korszak kiváló költőnője, Li Csing-csao (Li Qingzhao) 李清照/李清照 (kb. 1084-1151) is.

A Szung (Song)-korban a ce (ci) fejlődésével párhuzamosan a si (shi)-verselés is kiemelkedik a formalizmusból. Ennek jelentős képviselője Ou-jang Hsziu (Ouyang Xiu) 歐陽脩/欧阳修 (1007-1072) volt.
| A Szung-kor további említésre méltó költője | A Szung-kor további említésre méltó költője |
| --- | ------------------------------------------- |
| - Jang Ji (Yang Yi) 楊億 (974-1020) - Csien Vej-jen (Qian Weiyan) 錢惟演 （962-1034） - Liu Jün (Liu Yun) 劉筠 (970-1030) - Lu Ju (Lu You) 陸游/陆游 (1125–1209) - Jang Van-li (Yang Wanli) 楊萬里 (1127–1206) - Csao Csung-cse (Chao Chongzhi) 晁冲之 - Fan Cseng-ta (Fan Chengda) 范成大 (1126–1193) - Fan Csung-jen (Fan Zhongyan) 范仲淹 (989-1052) - Jüe Fej (Yue Fei) 岳飛/岳飞 (1103–1142) - Mi Fu 米黻 (1051–1107) - Hua-zsuj Fu-zsen (Huarui Furen) 花蕊夫人 (kb. 940 – 976) - Csiang Kuj (Jiang Kui) 姜夔 (kb. 1155 – kb. 1221) - Li Hou-csu (Li Houzhu) 李後主 (937–978) - Liu Ko-csuang (Liu Kezhuang) 劉克莊 (1187–1269) - Mej Jao-csen (Mei Yaochen) 梅堯臣/梅尧臣 (1002–1060) - Csien Csu (Qian Chu) 錢俶/钱俶 (929–988) - Sao Jung (Shao Yong) 邵雍 (1011–1077) - Sen Kuo (Shen Kuo) 沈括 (1031–1095) - Szung Csi (Song Qi) 宋祁 (998–1061) - Vang An-si (Wang Anshi) 王安石 (1021-1086) - Vang Jü-cseng (Wang Yucheng) 王禹偁 (954–1001) - Caj Hsziang (Cai Xiang) 蔡襄 (1012–1067) - Hszin Csi-csi (Xin Qiji) 辛棄疾/辛弃疾 (1140–1207) - Ceng Kung (Zeng Gong) 曾鞏 (1019–1083) - Csang Csu (Zhang Zhu) 張翥 (1287–1368) |                                             |

## Ming-kori költészet

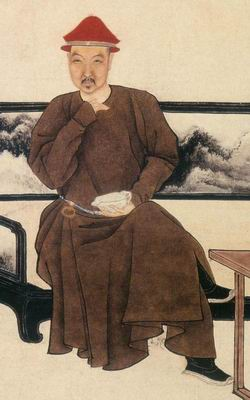
Na-lan Hszing-tö (Nalan Xingde)

A Ming-korban az irodalomtörténet a próza- és a dráma irodalmon kívül alig tart számon bármi más figyelemre méltó, jelentősebb szépirodalmi értéket. A korszak elején a lírikusok a Tang-kori költőket utánozzák. Tőkei szavaival: „A konfuciánus szemlélet alapján terméketlen marad még a líra is, amelynek valamit is érő művei többé nem a hivatalnok-költők írásaiban, hanem az opera-drámák és a főleg a nagy regények verses betétei közt kell keresnünk.”
| A Ming-kor említésre méltó költője | A Ming-kor említésre méltó költője |
| --- | ---------------------------------- |
| - Cseng Csia-szuj (Cheng Jiasui) 程嘉燧 (kb. 1565-1643) - Feng Meng-lung (Feng Menglong) 馮夢龍/冯梦龙 (1574-1645) - Kung Ting-ce (Gong Dingzi) 龔鼎孶 (1615–1673) - Huang O (Huang E) 黄峨 (1498–1569) - Csien Csien-ji (Qian Qianyi) 銭謙益/钱谦益 (1582–1664) - Tang Jin (Tang Yin) 唐寅 (1470–1524) - Vu Cseng-en (Wu Cheng'en) 吳承恩/吴承恩 (kb. 1500–1582) - Jang Sen (Yang Shen 楊慎) (1488–1559) - Jüan Csung-tao (Yuan Zhongdao) 袁中道 (1570 – 1624) - Jüan Hung-tao (Yuan Hongdao) 袁宏道 (1568–1610) - Csou Liang-kung (Zhou Lianggong) 周亮工 (1612–1672) |                                    |

## Csing-kori költészet
A Csing (Qing)-kori lírikusok nagy száma nem áll arányban verseik művészi értékével. Kevés kivétellel a Tang- és a Szung (Song)-kori lírikusokat utánozzák, kevés sikerrel. A dinasztia első éveiben a tudós Ku Jen-vu (Gu Yanwu) 顧炎武/顾炎武 (1613-1682) még egyszerű, mesterkéltség nélküli verseket ír a Ming-dinasztia bukása miatt érzett fájdalmától inspirálva, később azonban a verselés már csak inkább tudós játszadozás, üres virtuózkodássá silányul. Az egész korszakból az irodalomtörténet csupán egyetlen jelentősebb költőt emel ki: Na-lan Hszing-tö (Nalan Xingde) 納蘭性德/纳兰性德 (1655-1685), aki ce (ci) dalversekben énekelte meg felesége halála miatt érzett bánatát.

Mao Csi-ling (Mao Qiling) (1623-1716) értekezéseket is ír a ce (ci)-verselésről. A költőként is ünnepelt Vang Si-csen (Wang Shizhen) 王士禛 (1634-1711) költészetelmélete miatt érdemel figyelmet, kifejtette ugyanis, hogy a Tang-, a Szung (Song)- és a Jüan (Yüan)-kori költőket érdemes, sőt kell utánozni, a verselés legmagasztosabb eszménye pedig a tiszta és választékos „isteni rím” (sen jun (shen yun) 神韵). Később Jüan Mej (Yuan Mei) 袁枚 (1716-1797) arról értekezett, hogy a költészetnek nincs szüksége semmilyen elméletre, merthogy annak szabadon kell kifejeznie az emberi érzelmeket.
| A Csing-kor további említésre méltó költője | A Csing-kor további említésre méltó költője |
| --- | ------------------------------------------- |
| - Cseng Csin-fang (Cheng Jinfang) 程晋芳 (1718—1784) - Kaj Csi (Gai Qi) 改琦 (1774-1829) - Kao Hszü (Gao Xu) 高旭 (1877－1925) - Kung Ting-ce (Gong Dingzi) 龔鼎孶 (1615–1673) - Liu O (Liu E) 劉鶚/刘鹗 (1857-1909) - Csiu Csin (Qiu Jin) 秋瑾 (1875-1907) - Szun Csu (Sun Zhu) 孫洙/孙洙 (1722-1778) - Vang Kuo-vej (Wang Guowei) 王國維/王国维 (1877-1927) - Csang Csao (Zhang Chao) 张潮 (1650-?) - Csou Liang-kung (Zhou Lianggong) 周亮工 (1612–1672) |                                             |

## Modern költészet

### A modern költészet kezdetei

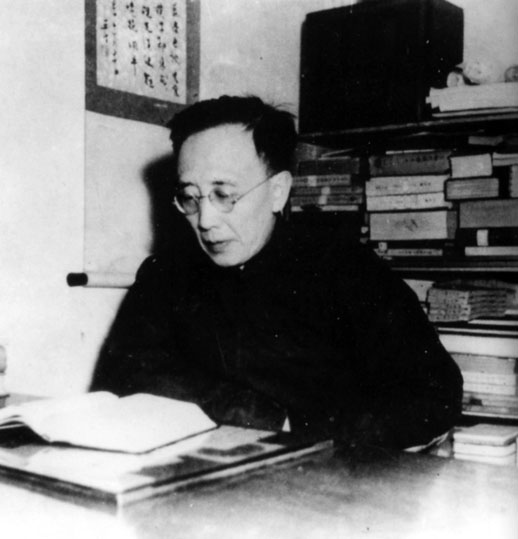
Kuo Mo-zso (Guo Moruo)

Az 1914. május 4-én kirobbant diáktüntetés hatására létrejött kulturális mozgalom lendületet adott az irodalmi életnek is. A mozgalom nyomtatott orgánuma a Új Ifjúság (Hszin Csing-nien (Xin Qingnian) 新青年) című, Sanghajban megjelenő folyóirat volt, amely a régi kínai nyelvvel szakító, a beszélt köznyelvhez közelítő úgy nevezett paj-hua (baihua) 白話/白话 nyelven írt alkotások jelentek meg. Ennek a nyelvi reformnak egyik úttörője és legjelentősebb alakja Hu Si (Hu Shi) 胡適/胡适 (1891-1962) volt, aki 1917-ben tette közzé, új típusú paj-hua (baihua) verset egy külön kötetben, Kóstoló (Csang-si csi (Changshi ji) 嘗試集/尝试集) címen.
Ezt követően sorra jelentek meg az Új Ifjúság és a hasonló folyóiratok hasábjain a hasonló költemények, azonban közülük csak kevés bizonyult maradandónak. Az első nagy feltűnést keltő s máig jelentős irodalmi értéket képviselő költői alkotásokat Kuo Mo-zso (Guo Moruo) 郭沫若 (1892-1978) tette közzé 1921-ben Istennő (Nü-sen (Nüshen) 女神) című verskötetében. Kuo Mo-zso (Guo Moruo) első versei teljes szakítást jelentettek minden kínai hagyománnyal, példaképei Walt Whitman és Rabindranath Tagore voltak.
A kortársaik közül meg kell még említeni Kang Paj-csing (Kang Baiqing) 康白情 (1896-1959) és Liu Ta-paj (Li Dabai) 劉大白/刘大白 (1880-1932) nevét, akik leginkább a paraszti élet nyomorúságának adtak hangot verseikben. Csu Ce-csing (Zhu Ziqing) 朱自清 (1898-1948) egyetemi tanár, költőként elsősorban stílusművészetével tűnt ki. A húszas években költőként sikeres volt Ping Hszin (Bing Xin) 冰心 (1900-1999) írónő, akinek költeményei Rabindranath Tagore hatását tükrözik. A korszak vitathatatlanul legnagyobb költői egyénisége Ven Ji-to (Wen Yiduo) 聞一多/ 闻一多 (1899-1946) volt, akinek 1922-ben megjelent első kötete a Vörös gyertya (Hung-csu (Hongzhu) 紅燭/红烛) címet viseli. Igazi jelentőségre és elismertségre csak későbbi kötete emelte. A húszas évek derekán jelentek meg Li Csin-fa (Li Jinfa) 李金發/李金发 (1900-1976) verseskötetei is, akit kritikusai leginkább a francia szimbolizmus követőjének tartottak, kortársai elutasították, vereseit zavarosnak és értelmetlennek minősítették.

### A Baloldali Liga korszaka (1927-1937)

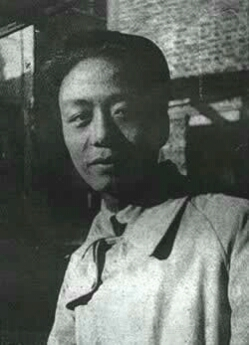
Aj Csing (Ai Qing) 1929-ben

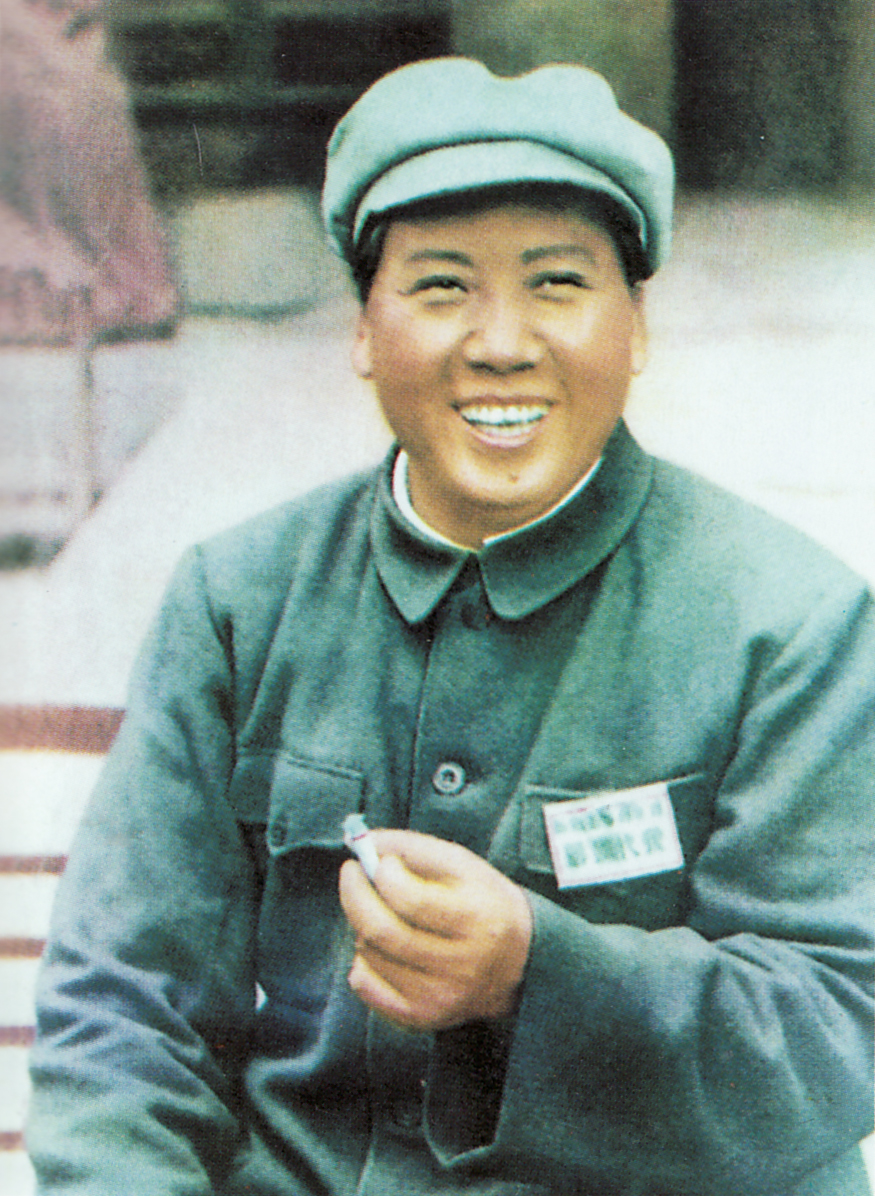
Mao Ce-tung (Mao Zedong) 1950-ben

Az 1927-1937 közötti évtizedben a kínai irodalom fővonalát a társadalom alapvető problémáit művészi eszközökkel ábrázoló regény- és drámairodalom képviseli. A költészetben azonban - ellentétben az új költészet első évtizedeivel - egymástól élesen elkülönülő irányzatok születnek, képviselői között azonban nem jelenik meg olyan költő, aki verseiben a regény- és drámairodalomhoz hasonló sikerrel és művészi színvonallal tudná megfogalmazni a kor legégetőbb problémáit. A baloldali, vagyis forradalmár költők programját Kuo Mo-zso (Guo Moruo) fogalmazza meg A vers kiáltványa című költeményében, amelyben a költő lemond a költői eszközökről, a merész, színgazdag képekről és a politikai gondolat verssé formálását igényli. A korszak további említésre méltó költői voltak még Paj Mang (Bai Mang) 白莽 (1909-1931), aki egyike volt Petőfi Sándor első kínai fordítóinak is, a már említett Ven Ji-to (Wen Yiduo), tanítványa Hszü-csi-mo (Xu Zhimo) 徐志摩 (1895-1931) és Cang Ko-csia (Zang Kejia) 臧克家 (1910-2004).

### A háborús évek költészete
A japánok elleni háború kezdetén a költők számára a nemzeti ellenállás szellemének ébrentartása a legmagasztosabb feladat. Ez jellemezte Tien Csien (Tian Jian) 田間/田间 (1916-1985) költészetét is, aki Ven Ji-to (Wen Yiduo) a "kor dobosának" nevezett. A korszak említésre méltó költője volt még Aj Csing (Ai Qing) 艾青 (1910-1996) , aki a szabad verseivel vált ismertté, valamint a már említett Cang Ko-csia (Zang Kejia). Feng Cse (Feng Zhi) 馮至/冯至 (1905-1993) nevét azért érdemes megemlíteni, mert ő volt az első, aki kísérletet tett arra, hogy a szonettet meghonosítsa a kínai költészetben. A háborús évek legszebbnek tartott költeménye Taj Vang-su (Dai Wangshu) 戴望舒 (1905-1950) nevéhez kötődik, amely a Felirat a börtönfalon (Jü csung ti pi (Yu zhong ti bi) 獄中題壁/狱中题壁) címet viseli.

### A maoista költészet
A hivatalos kínai irodalomtörténet-írás sokáig azt hangoztatta, hogy a Kína Népköztársaság első évtizedeinek költészetét alapvetően a "nagy kormányos" Mao Ce-tung (Mao Zedong) 毛泽东 (1893-1976) költői munkássága határozta meg, aki először 1956-ban járult hozzá. hogy megjelenjen a tizennyolc versét tartalmazó verseskötete. Versei már azzal is feltűnést keltettek, hogy az elmúlt évtizedek lírai kísérleteivel szemben a klasszikus műveltségű Mao versei a régi költészet hagyományos, si (shi) és ce (ci) formáiban íródtak, régies irodalmi nyelven. Méltatói ebben azt a vívmányt hangsúlyozták, hogy Mao elnök megmutatta, hogy a régi vers formáival is megragadó erővel lehet kifejezni a mai kor mondanivalóját.

A népi Kína első három évtizedének kiemelkedőnek tartott költői voltak továbbá a már említett Kuo Mo-zso (Guo Moruo), Kuo Hsziao-csuan (Guo Xiaozhuan) 郭小川 (1919-1976), Ven Csie (Wen Jie) 聞捷/闻捷 (1923-1971) és Sao Jen-hszian (Shao Yanxiang) 邵燕祥 (1933- ).

### Kortárs kínai költészet

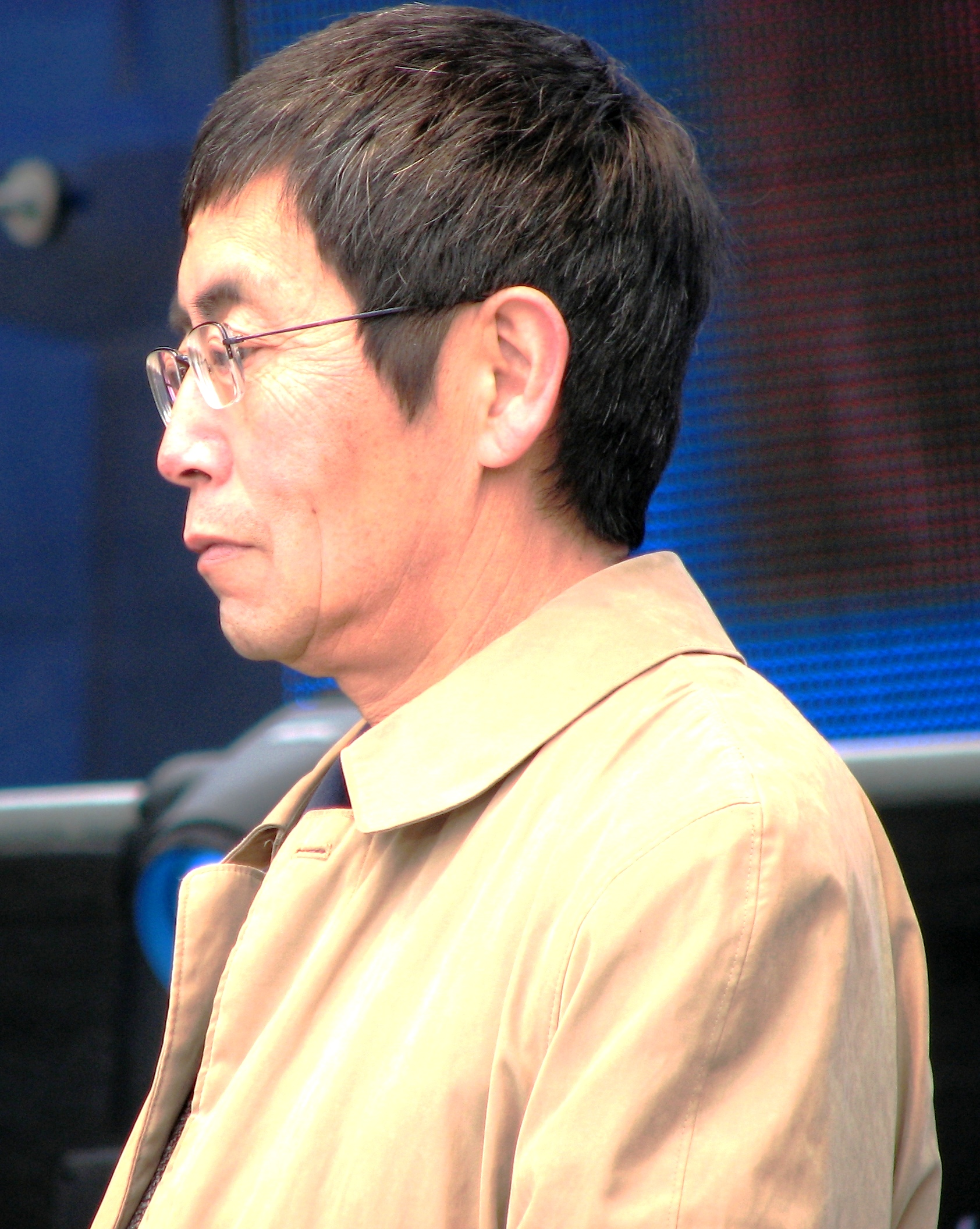
Pej Tao (Bei Dao)

Mao halála után nem sokkal, az 1970-es évek végén jelenik meg az úgy nevezett „sebhelyek irodalma” (sang-hen ven-hszüe (shanghen wenxue) 傷痕文學/伤痕文学), amelynek fő törekvése, hogy bemutassa a kulturális forradalom és a Négyek bandája uralmának tragikus tapasztalatait megélt káderek és értelmiségiek szenvedéseit. A műfaj elsősorban a prózairodalomra és a filmművészetre gyakorolt hatást, de költői megfogalmazásai is léteznek. A „sebhelyek irodalmát” a kezdeti kormányzati erkölcsi támogatás után lassan enyészni hagyták. A 20. század legjelentősebb költői csoportosulása az úgy nevezett „homályos költők” (meng-lung si-zsen (menglong shiren) 朦胧诗人). A csoportosulás 1978-80-ig a Ma (Csin-tien (Jintian) 今天) című folyóiratban publikálta verseit, amíg a lapot központilag be nem tiltották. A mozgalom négy központi alakját Pej Tao (Bei Dao) 北島/北岛 (1949- ), Ku Cseng (Gu Cheng) 顧城/顾城 (1956-1993), To To (Duo Duo) 多多 (1951- ) és Jang Lien (Yang Lian) (楊煉 (1955- ) az 1989-es Tienanmen (Tian'anmen) téri zavargásokat követően 1990-ben kitiltották az országból. A Ma jelenleg Svédországban jelenik meg, és a emigrációban élő kínai költészet legfőbb szellemi szervező orgánuma. A zavargások mindemellett jelentős változást hoztak a kortárs kínai költészetben is, melynek kulturális központja Peking. A költők legfiatalabb nemzedékére jellemző a szókimondó egzisztencializmus, témáikat pedig a modern nagyvárosi élet mindennapjaiból, az elnyugatiasodó életmód történéseiből merítik, de nagy szerepet kapnak a feminista törekvések is. Egyre jelentősebb teret kapnak az underground (ti-hszia (dixia) 地下), az avantgárd (hszien-feng (xianfeng) 先锋) törekvések, kísérletek is, amelyek a „hivatalos” vagy „ortodox” (kuan-fang (guanfang) 官方) költészettel szemben magukat „nem hivatalos” vagy „unortodoxként” (fej-kuan-fang (feiguanfang) 非官方) jellemzik. Számos képviselőjük nem várva ki a könyvkiadás hivatalos ügymenetét vagy az interneten, vagy magánkiadásban (ce-jin (ziyin) 自印) jelenteti meg és terjeszti verseit.

### Magyarul
- ↑ Csibra 2006:  Csibra Zsuzsanna: Tenyérnyi selymen végtelen tér. Kínai költők magyar fordításokban. Budapest, Argumentum, 2006. ISBN 963 446 363 0
- ↑ Dawson 2002:  Dawson, Raymond: A kínai civilizáció világa. Budapest, Osiris Kiadó, 2002. ISBN 963 389 3224
- ↑ Ecsedy 1992:  Ecsedy Ildikó: Ex Oriente Lux. Bevezetés a régi Kína társadalmának és kultúrájának történetébe. Tanulmányok Kínáról Európa Ókorában. Miskolc, Miskolci Bölcsész Egyesület. 1992. ISBN 963 7528 032
- ↑ Fung 2003:  Fung Yu-lan: A kínai filozófia rövid története. Budapest, Osiris Kiadó, 2003. ISBN 963 3894794
- ↑ Gernet 2001:  Gernet, Jacques: A kínai civilizáció története. Budapest, Osiris Kiadó, 2001. ISBN 963 389 111 6
- ↑ Tőkei 1959a:  Tőkei Ferenc: A kínai elégia születése. K'iü Jüan és kora. Budapest, Akadémiai Kiadó, 1959.
- ↑ Tőkei 1959b:  Tőkei Ferenc: „Utószó [a Dalok könyvéhez]”. In Dalok könyve. 1957, 441-452. o.
- ↑ Tőkei–Miklós 1960:  Tőkei Ferenc – Miklós Pál: A kínai irodalom rövid története. Budapest, Gondolat Kiadó, 1960.
- ↑ Tőkei 1967:  Tőkei Ferenc: Műfajelmélet Kínában a III-VI. században. (Liu Hie elmélete a költői műfajokról). Budapest, Akadémiai Kiadó, 1967.
- ↑ Tőkei 1974:  Tőkei Ferenc: Sinológia műhely. Budapest, Magvető Könyvkiadó, 1974.
- ↑ Tőkei 1986:  Tőkei Ferenc: A kínai elégia születése. Budapest, Kossuth Könyvkiadó, 1986. ISBN 963 09 2827 2

### Verseskötetek
- ↑ Ágner 1937:  Száz kínai vers. Ford. Ágner Lajos. Budapest, Bethlen Nyomda, 1937.
- ↑ Baranyi 2001a:  Mennék én utánad: Kínai szerelmes versek. Vál. és az előszót írta Baranyi Ferenc. [Budapest], General Press Kiadó, [2001]. Szép versek, szép köntösben. ISBN 963 9282 50 2
- ↑ Baranyi 2001b:  Ó, jössz-e már? Szerelmes versek a világ minden tájáról. Ford. Baranyi Ferenc. Budapest, K.u.K. Kiadó, 2001. ISBN 963 9384 03 8
- ↑ Cao Cse 1960:  Cao Cse versei. Cao Cao és Cao Pi verseiből. Ford. Csukás István et al.: Vál., kínai eredetiből magyar prózára ford., utószóval és jegyzetekkel ellátta Tőkei Ferenc. Budapest, Európa Könyvkiadó, 1960.
- ↑ Csü Jüan 1954:  Csü Jüan versei. Ford. Weöres Sándor. A verseket kínaiból magyar prózára ford., utószóval és jegyzetekkel ellátta Tőkei Ferenc. [Budapest], Szépirodalmi Könyvkiadó, 1954.
- ↑ Csü Jüan 1959:  Csü Jüan: Száműzetés. Ford. Nagy László. Kínai eredetiből magyar prózára ford., az utószót, a magyarázó jegyzeteket írta Tőkei Ferenc. Budapest, Európa Könyvkiadó, 1959.
- ↑ Csü Jüan 1994:  Csü Jüan: (Lisao) 《離騷》: Száműzetés. Az első nagy kínai költő főművének eredeti kínai szövege Nagy László műfordításával, Tőkei Ferenc kommentárjaival. [Budapest], Balassi Kiadó, 1994. Kínai-magyar könyvek.
- ↑ Csü Jüan 1998:  Csü Jüan: Kilenc varázsének. Az eredeti szöveg Weöres Sándor műfordításával, Tőkei Ferenc előszavával, Tokaji Zsolt jegyzeteivel. Budapest, Balassi Kiadó, 1998. Kínai-magyar könyvek [7.]. ISBN 963 506 195 1
- ↑ Dalok könyve 1957:  Dalok Könyve (Si King). Ford. Csanádi Imre et al. Kínai eredetiből magyar prózára fordította és a magyarázó jegyzeteket írta Tőkei Ferenc. Budapest, Európa Könyvkiadó, 1957.
- ↑ Dalok könyve 1959:  Dalok Könyve (Si King). 2. kiadás. Budapest, Európa Könyvkiadó, 1959.
- ↑ Dalok könyve 1974:  Si King - Dalok Könyve. Ford. Csanádi Imre et al. (Kínai eredetiből a nyersfordításokat készítette Tőkei Ferenc). Budapest, Európa Könyvkiadó, 1974. Lyra Mundi. ISBN 963 07 0346 7 (2 kiadás: 1976., 3 kiadás: 19??, 4. kiadás: 1994  helytelen ISBN kód: 963 07 5606 0 )
- ↑ Han San 1997:  Han San: A bölcs vigyor.. Ford. Károlyi Amy, Tokaji Zsolt. Vál., kínaiból ford. és a jegyzeteket írta Tokaji Zsolt. Károlyi Amy részére a verseket vál., a nyersfordítást készítette, mindkét műfordító verseit az eredetivel egybevetette és az előszót írta Csongor Barnabás. Budapest, Terebess Kiadó, 1997. ISBN 963 85723 7 X
- ↑ Kosztolányi 1931:  Kínai és Japán versek. Ford. Kosztolányi Dezső. [Budapest], Révai Kiadó, 1931., 1940., 1943., 1947
- ↑ Kosztolányi 1932:  Kínai és Japán versek. Ford. és bev. Kosztolányi Dezső. Budapest, Genius, 1932., 1940., 1942., 1943., 1947.
- ↑ Kosztolányi 1957:  Kínai és japán költők. Ford. Kosztolányi Dezső. [Budapest], Szépirodalmi Könyvkiadó, [1957]. Kosztolányi válogatott műfordításai sorozat. 237 p.
- ↑ Kosztolányi 1995:  Japán és kínai költők. Ford. Kosztolányi Dezső. Sajtó alá rend. Réz Pál. [Budapest]. Könyvesház Ker. és Kiadói Kft. Pantheon Kiadó, 1995. ISBN 963 225 035 4
- ↑ Kosztolányi 1998:  Kínai és Japán versek. Ford. Kosztolányi Dezső. Budapest, Laude Kiadó, [1998]. ISBN 963 9120 18 9
- ↑ Kosztolányi 1999a:  Kínai és japán költők. Ford. Kosztolányi Dezső. Budapest, Sziget Könyvkiadó, 1999. Sziget Verseskönyvek sorozat. ISBN 963 8138 39 4
- ↑ Kosztolányi 1999b:  Kínai és Japán versek. Ford. és bev. Kosztolányi Dezső. Budapest, Magyar Könyvklub, 1999.
- ↑ Kosztolányi 2004:  Kínai és japán költők. Ford. Kosztolányi Dezső. 2. kiadás. Budapest, Sziget Könyvkiadó, 2004. Sziget Verseskönyvek sorozat. ISBN 963 8138 88 2
- ↑ Képes 1973:  Képes Géza: Fordított világ. Képes Géza műfordításai. Budapest, Magvető Könyvkiadó, 1973. 142-173. o.
- ↑ Faludy 2000:  Kínai költészet. Ford. Faludy György. Budapest, Glória Kiadó, 2000. Faludy Tárlata. ISBN 963 9283 06 1
- ↑ Papp 2000:  Kínai költők antológiája. [Eszperantóból magyarra] ford. Papp Tibor, [műfordítás] D. Kovács Éva. [Hajdúszoboszló], [Hírforrás], 2000. ISBN 963 00 4392 0
- ↑ Illyés 1958:  Kínai szelence. Ford., a jegyzeteket és a bevezetést írta Illyés Gyula. Budapest, Európa Könyvkiadó, 1958.
- ↑ Franyó 1959:  Kínai verseskönyv. Négy évezred költészetéből. Ford. Franyó Zoltán. Bukarest, Állami Nyomda és Művészeti Könyvkiadó, 1959.
- ↑ KKK 1967:  Klasszikus kínai költők I-II. Ford. András László et al. Vál., szerk. és életrajzi jegyzetekkel ellátta Csongor Barnabás (IV-VI. rész) és Tőkei Ferenc (I-III. rész). Az előszót és a jegyzeteket írta Csongor Barnabás. Budapest, Európa Könyvkiadó, 1967.
- ↑ Li 1961:  Li Taj-po versei. András László et al. : Vál., az utószót és a jegyzeteket írta Csongor Barnabás. Budapest, Európa Könyvkiadó, 1961.
- ↑ Li-Tu-Po 1976:  Li Taj-po, Tu Fu, Po Csü-ji válogatott versei. Ford. András László et al.: Vál. és a jegyzeteket írta Csongor Barnabás. Budapest, Európa Könyvkiadó, 1976. Lyra Mundi. ISBN 963 07 0730 6
- ↑ Liu 1997:  Liu Cung-jüan: Megszeretem a száműzetést. Ford. Ecsedy Ildikó et al. Budapest, Terebess Kiadó, 1997. ISBN 963 85631 2 5
- ↑ Mao 1959:  Mao Ce-tung huszonegy verse. Ford. Weöres Sándor et al.: A nyersfordítás, a jegyzetek és az utószó Józsa Sándor. Budapest, Magvető Könyvkiadó, 1959.
- ↑ MKK 1961:  Modern kínai költők. Ford. Demény Ottó et al.: Vál. és kínaiból magyar prózára ford. Galla Endre és Miklós Pál, a jegyzeteket írta Galla Endre. Budapest, Európa Könyvkiadó, 1961.
- ↑ Nagy 1975:  Nagy László: Versek és versfordítások II. Versfordítások 1957-1973. Budapest, Magvető Könyvkiadó, 1975. 551-600. o.
- ↑ Nagy kohó 1959:  Kína 1958: A nagy kohó. [elbeszélések, versek]. Ford. Árvay János et al.: Az utószót írta Galla Endre. Budapest, Európa Kiadó, [1959]. Modern könyvtár 26.
- ↑ Po 1952:  Po Csü-ji versei. Ford. Weöres Sándor. Nyersford. és jegyz.: Csongor Barnabás. Budapest : Szépirodalmi Könyvkiadó, 1952.
- ↑ Sarkady 2001:  Sarkady Sándor: Régi kínai költők [versei Sarkady Sándor fordításában] : (Jegyzetek a nyersfordításból készült műfordításokról). In: Új Dunatáj, 2001. VI. évf. 3. szám. 88-90. o.
- ↑ Tokaji 2010:  A remete és a lelenc. Han-san és Si-tö versei. Zen költemények a 7. századi Kínából. A verseket válogatta, fordította, az utószót és a jegyzeteket írta: Tokaji Zsolt, az előszót írta: Csongor Barnabás. Budapest, Fapadoskonyv.hu, 2010. ISBN 978-963-329-159-7
- ↑ Tu 1955:  Tu Fu versei. Ford. Illyés Gyula et al. A verseket vál., kínaiból magyar prózára ford., az előszót és a magyarázó jegyzeteket írta Csongor Barnabás. Budapest, Új Magyar Kiadó, 1955.
- ↑ Weöres 1955:  Weöres Sándor: A lélek idézése. Műfordítások. Budapest, Európa Könyvkiadó, 1958.
- ↑ Zenepalota 1959:  Zenepalota (Jo Fu). Ford. Fodor András et al. Vál., kínai eredetiből magyar prózára ford., az utószót, a magyarázó jegyzeteket írta Tőkei Ferenc. Budapest, Európa Könyvkiadó, 1959.
- ↑ Zenepalota 1997:  Zenepalota (Jo Fu). Ford. Fodor András et al. Vál., kínai eredetiből magyar prózára ford., az utószót, a magyarázó jegyzeteket írta Tőkei Ferenc. Budapest, Balassi Kiadó, 1997. Kínai-magyar könyvek.

### Idegen nyelven
- ↑ Ma-Huang 1992:  Ma Csi-kao (Ma Jigao) 马积高 - Huang Csün (Huang Jun) 黄钧: Csung-kuo ku-taj ven-hszüe-si (Zhongguo gudai wenxueshi) 中国古代文学史 [A klasszikus kínai irodalom története] I-III. Hunan Ven-ji Csu-pan-sö (Hunan Wenyi Chubanshe) 湖南文艺出版社, 1992. ISBN 7-5404-0917-7